# 臺北城
臺北城（白話字：Tâi-pak Siâⁿ，臺羅：Tâi-pak Siânn）是臺灣在清治時代後期於臺北大稻埕與艋舺兩地之間所構築的城廓，座落於今臺北市中正區西北側。「臺北」都市名稱即來自臺北城的建立。臺灣建省後，臺灣巡撫衙門、臺灣布政使司衙門等兩大行政機關皆設於此。有別於臺北城外的已開發聚落，城牆內的街區被稱為「城內」或「城中」，是臺北三市街之一；此稱呼也沿用至今，臺北市的「城內次分區」與昔日的城中區即以此取名。
這座使用石材紮實建造的城池於清光緒5年（1879年）研議規劃、光緒8年（1882年）開工，光緒10年（1884年）竣工。城牆周長1506丈，為當時福建省第十二大城，小於泉州（清順治改建為周長3600丈）、福州（周長3349丈）、臺灣（周長2700丈）、建寧（周長2079丈）、邵武（周長2058丈）、漳州（周長1971丈）、延平（周長1710丈）等府城以及建陽（周長1848丈）、浦城（周長1800丈）、漳浦（周長1798丈）、將樂（周長1627丈）等縣城。然而這座歷經多任清朝官員主持才建好的城池，真正存在的時間不到30年。進入日治時代後，臺北城開始遭到拆除，至明治37年（1904年）年底時，所有城牆與西門均遭拆卸，僅剩下五大城門中的四座。這四座城門現以「臺北府城—東門、南門、小南門、北門」名稱列為中華民國國定古蹟，亦設碑標明西門的原有位置。2014年，適逢臺北建城130周年，臺北市政府於西門舊址北方、捷運西門站四號出口旁設置鋼構裝置藝術品「西門印象」，以重現昔日西門之意象。
雖然現今臺北城的城廓幾已不存，但原城內之街區仍延續建城當時經濟中心和行政中心的功能，從日治時代開始至今，臺北城內一直都是臺灣許多重要政府機關與公共設施的所在地。臺北首要交通樞紐臺北車站位於原臺北城的北側。而商場、銀行、商辦林立的館前路與重慶南路大部分範圍，座落於原臺北城的區域內，即今日的臺北站前商圈。

## 歷史

### 遠因

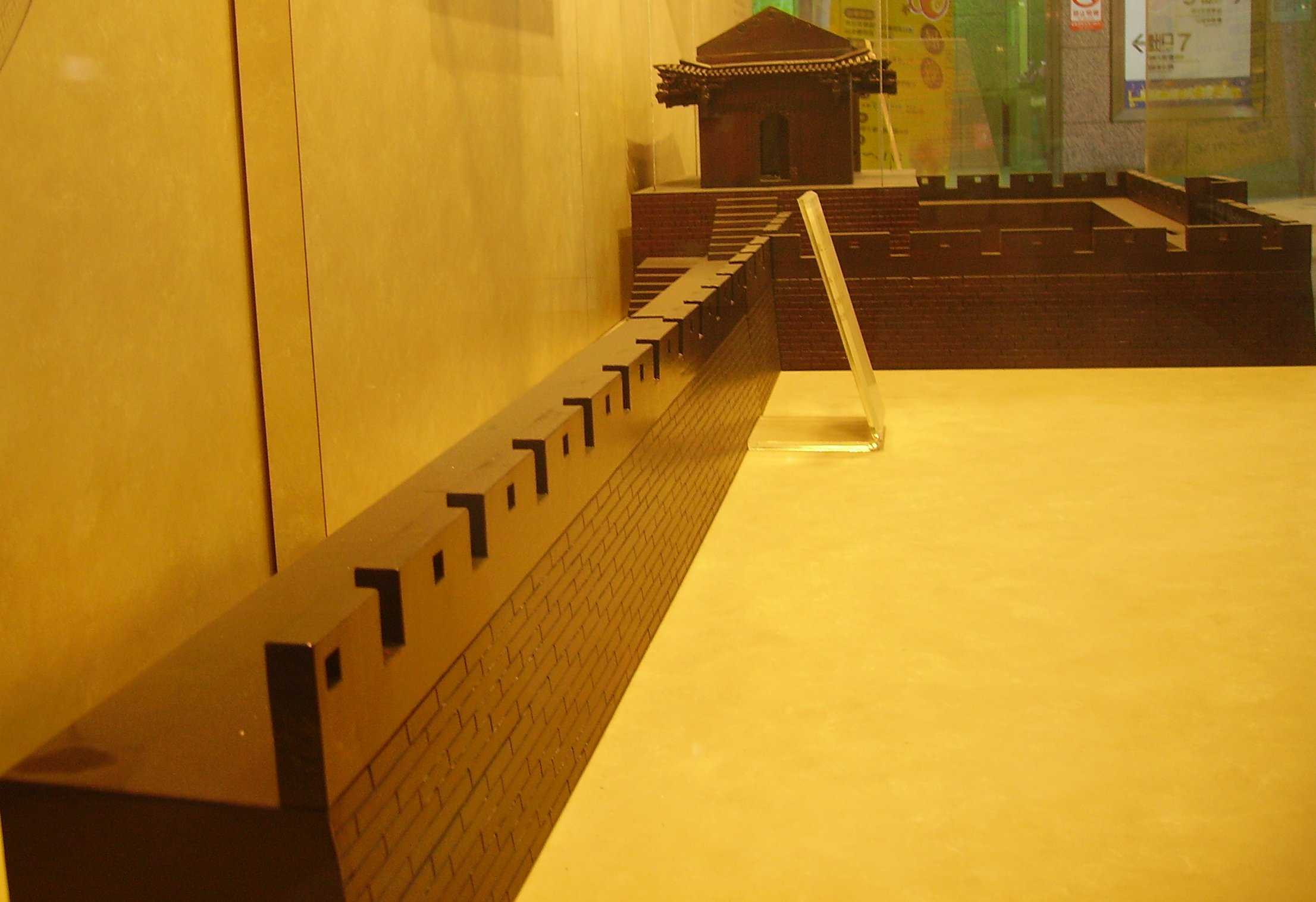
臺北城北門城牆的復原模型。

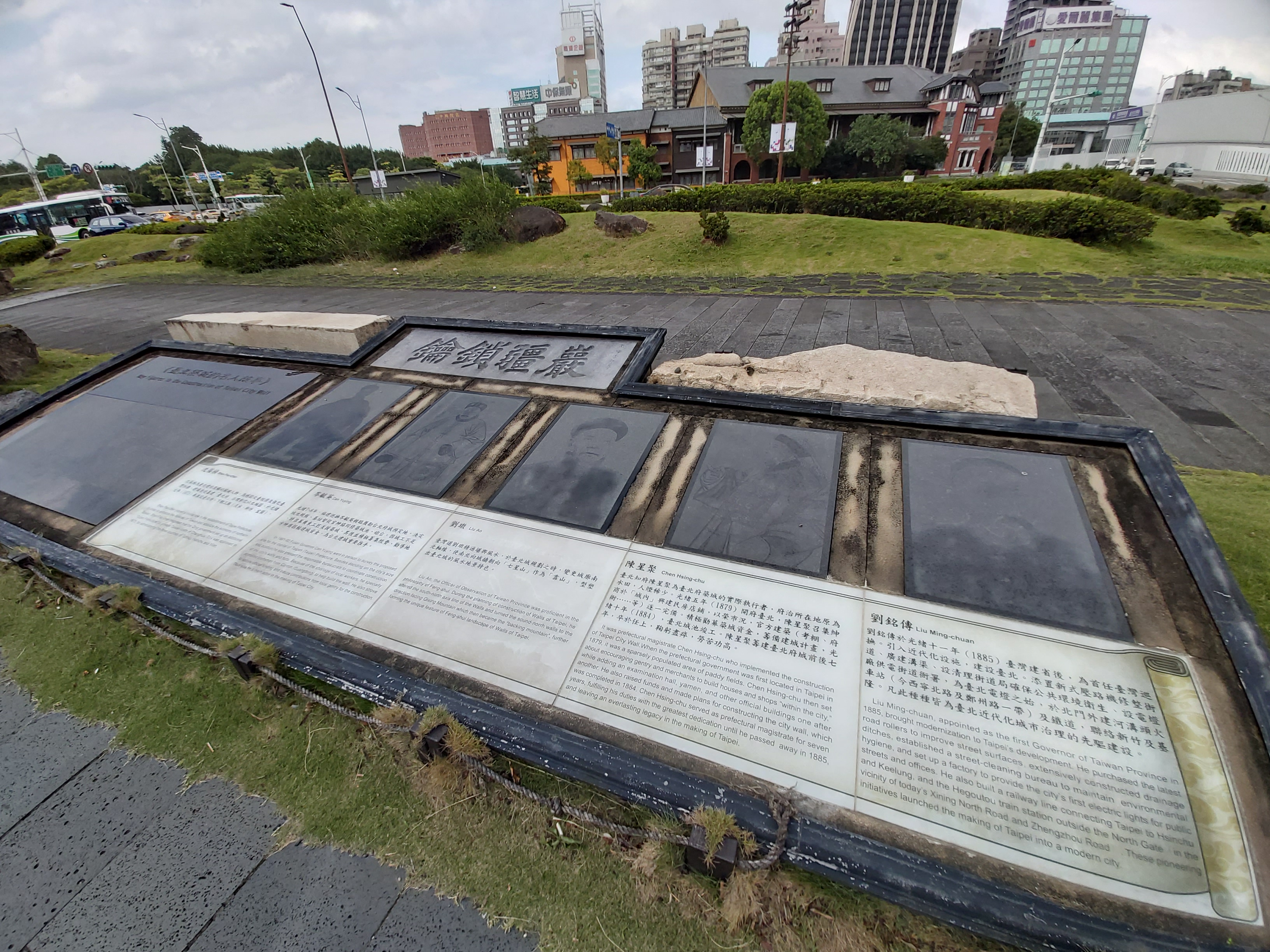
臺北府城北門廣場的《臺北築城的名人故事》碑，陳列有築城關鍵人物沈葆楨、岑毓英、劉璈、陳星聚和劉銘傳等五人的生平事蹟。

在清朝乾隆、嘉慶年間（大約在18世紀中後期）之後，清初之渡臺禁令日漸廢弛，大量自福建泉州渡海而來的移民沿著淡水河靠岸，定居在艋舺（由平埔原住民凱達格蘭族地名轉稱，今日新店溪與大漢溪交會處河口東岸），並與當地人通婚。之後艋舺聚落人口日漸增加，又有延淡水河出海貿易通商之便，因而大為興盛，進而在民間產生“一府二鹿三艋舺”的說法。
其後，在清咸豐3年（1853年）艋舺地區分類械鬥（或稱頂下郊拼）落敗的泉州同安移民後代，不得不將整個宗族連同霞海城隍全部往北遷徙至大稻埕，依託淡水河運輸之便經商，發展成另一個繁榮的港口聚落。此時，以艋舺與大稻埕兩地共同支撐的臺北腹地已經隱然逐漸成形，不過當時艋舺、大稻埕雖人口眾多，仍屬於治所在西南方遠處的淡水廳（在今日之新竹市）所管轄。
清同治13年（1873年），在與臺北相隔數百公里以外的臺灣南部所發生的牡丹社事件，是促使臺北建城的遠因。因牡丹社事件之故而喪失琉球宗主權的滿清朝廷，終於體會到日本意欲越過東海擴張領土的野心，相對的，滿清朝廷也大幅改變對臺灣戰略地位的觀感，認識到臺灣島是遏止日本和其他列強國侵略中國的前哨。於是想藉由建立臺北府來強化北臺灣防禦的滿清朝廷，於光緒元年（1875年）批准福建巡撫沈葆楨的「臺北擬建一府三縣」奏摺，臺北府宣告成立，所轄區域包含今日之臺北市、新北市、基隆市、桃園市、宜蘭縣、新竹縣及新竹市。

### 建城經過

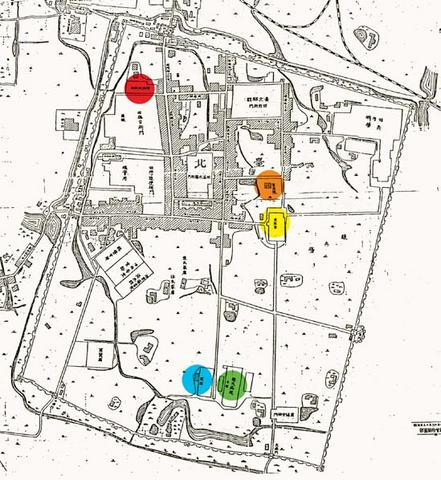
臺北城古圖。紅色點仍為臺北城隍廟；而綠色點為現今北一女、藍色點為現今司法院、黃色點在現今二二八紀念公園內、橘色點為現今臺博館所在（亦在二二八公園內）。

臺北建府之議經過滿清朝廷欽准不久之後，為因應北臺灣防務之需求，試署知府林達泉於光緒4年（1878年）在臺北盆地一帶實地探勘，初步決定於艋舺與大稻埕之間的未開墾荒地構築臺北城，將重要之府城官署、祭祀宗廟等建築設立於其中。不料林達泉未俟臺北正式開府，即因積勞成疾而在任上去世。
光緒5年（1879年），臺北正式開府。首任知府陳星聚與其後（光緒7年、1881年）上任的直屬長官福建巡撫岑毓英開始積極籌款興建臺北府城，此時城牆尚未動工，因規劃中之建城用地原為臺北盆地沈積淤泥開墾成之水田，土質過於鬆軟，為防止未來城牆磚石沉陷，陳星聚便下令在城址上種植竹林以讓底土逐漸紮實。在岑毓英親自規劃下，臺北城於光緒8年正月廿四（1882年3月13日）正式動工，但因為五月十日岑毓英調職署理雲貴總督，築城之事改由臺灣兵備道劉璈主導:45。由於劉璈基於自己的堪輿觀點，認為岑毓英的設計「後無祖山可靠」，於是更改城牆走向，以七星山為「祖山」:45。也因為如此，導致築城工程進度落後，劉銘傳光緒十年閏五月廿四（1884年7月16日）抵臺時尚未完工:45。在中法戰爭壓力下臺北巨賈被迫捐出資金，於年底完工。這座城池，也是歷史上最後一座依照華夏傳統風水堪輿理論而建造的傳統中國式城池。
於臺北城完工之際，城內陸續動工的文廟（如左附圖內之綠色標記）、武廟（藍色標記）、聖王廟（橘色標記）、城隍廟（紅色標記）、天后宮（黃色標記）也陸續落成。除此，城內也相繼同時建造了臺灣巡撫衙門（臺灣省最高軍政首長治所）、臺灣布政使司衙門（臺灣省民政首長治所）、臺北府衙門（知府治所）、淡水縣衙門（知縣治所）等各級官署，此時臺北城內儼然正式成為臺灣北部甚至全臺灣的宗教與政治中心。
1882年至1884年初建臺北城，臺北知府陳星聚原以子午線為縱軸，規劃城內為南北、東西向垂直之棋盤格局，後經臺灣道劉璈重新規劃，使城廓向東旋轉十六度。劉璈的規劃是依據巒頭派的風水理論，將城廓東旋以後，臺北府城西邊是淡水河，東邊遠處是群山，加重了東方的份量，以求趨吉避凶。然而他的作法也打破陳星聚原本規劃的格局，北門變在西北角門位置、大南門成了東南角門、東門成了東南門，所以又再增設小南門、東便門、北便門。不僅城門位置異變，城廓與原本的街道佈局也未能構成九十度直角，打亂原本工整的棋盤布局。 城內官廳的布局，採用中國傳統上常見的官廳、官署集中區的規劃。西方一直要到19世紀時，才發展出這種規劃模式。積極西化的現代日本，也曾試圖在東京運用在德國學到的經驗，規劃官廳集中區，不過最後失敗。因此當日本人統治臺灣時，便嘗試在臺北城規劃新的官廳集中區。 1887年（光緒13年）臺灣建省，臺灣巡撫劉銘傳駐守期間，相當重視省城臺北城的發展。除了大力興建官署機關衙門外，更出現相當現代化、西化的公共設施，像是郵政、電報、衛生、飲水、照明等。以照明為例，除了政府衙門有電燈可使用外，西門街、新起街等也設有街燈，可說是當代全中國電力照明之先例。當時甚至有美國記者大衛森提到，臺北城的現代化高居全中國之冠。

### 辜顯榮開城門迎日軍

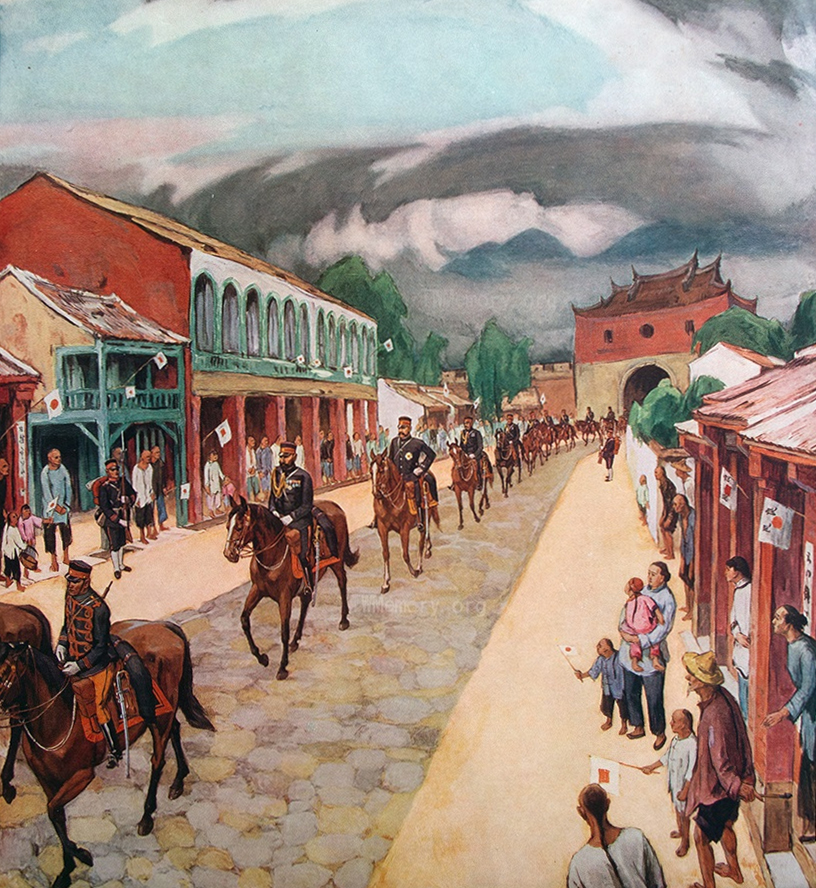
日軍進臺北城想像圖；遠方為北門，騎馬第2人為北白川宮能久親王

光緒10年（1884年）中法戰爭之時，從基隆進軍北臺灣的法軍進軍至暖暖一帶即被清軍擊退。為此趕工完成的臺北城，幸運地免於受戰禍試練。不過在1895年發生的乙未戰爭之中，臺北城卻也沒發揮原本應有的防禦功能，便被日本軍隊兵不血刃地進駐。
日軍之所以能如此順利進入臺北城，由鹿港來臺北經商的辜顯榮是其中關鍵人物。當時辜顯榮眼見在臺北任職的原清朝官員一一先後離去，為了抵抗日軍侵入，以清朝為宗主國而臨時成立的臺灣民主國又頹圮不成氣候，為避免臺北城內陷入持續騷亂局面，於是決定自行請纓前往基隆向日軍投降，並指引日軍前往臺北。這段過程在臺灣通史中有以下描述：「林維源、林朝棟、丘逢甲相率去，艋舺紳士李秉鈞、陳舜臣、吳聯元等議彈壓而無力可制。往商大稻埕李春生請赴日軍求鎮撫，無敢往者。鹿港辜顯榮在臺北見事急，自赴基隆謁總督請定亂，許之，日兵遂進。十八日，能久親王至。二十一日，總督樺山資紀亦至，遂開府於此，以理軍民之政。」
除此之外，臺灣總督府大誌也有以下記載：「臺北有如活地獄般混亂，士紳們決定派遣商人辜顯榮迎接日軍進城。七日，日軍終於兵不血刃地進入臺北城。」
1895年6月7日，由辜顯榮為前導的日本軍隊到達臺北城北門之外，城內老婦人陳法與家眷冒著城內動亂登上北城城牆，放下竹梯打開城門，日軍於是輕易進駐臺北城。6月17日，日軍舉行「始政式」，象徵日本正式統治臺灣。

### 拆城建三線路

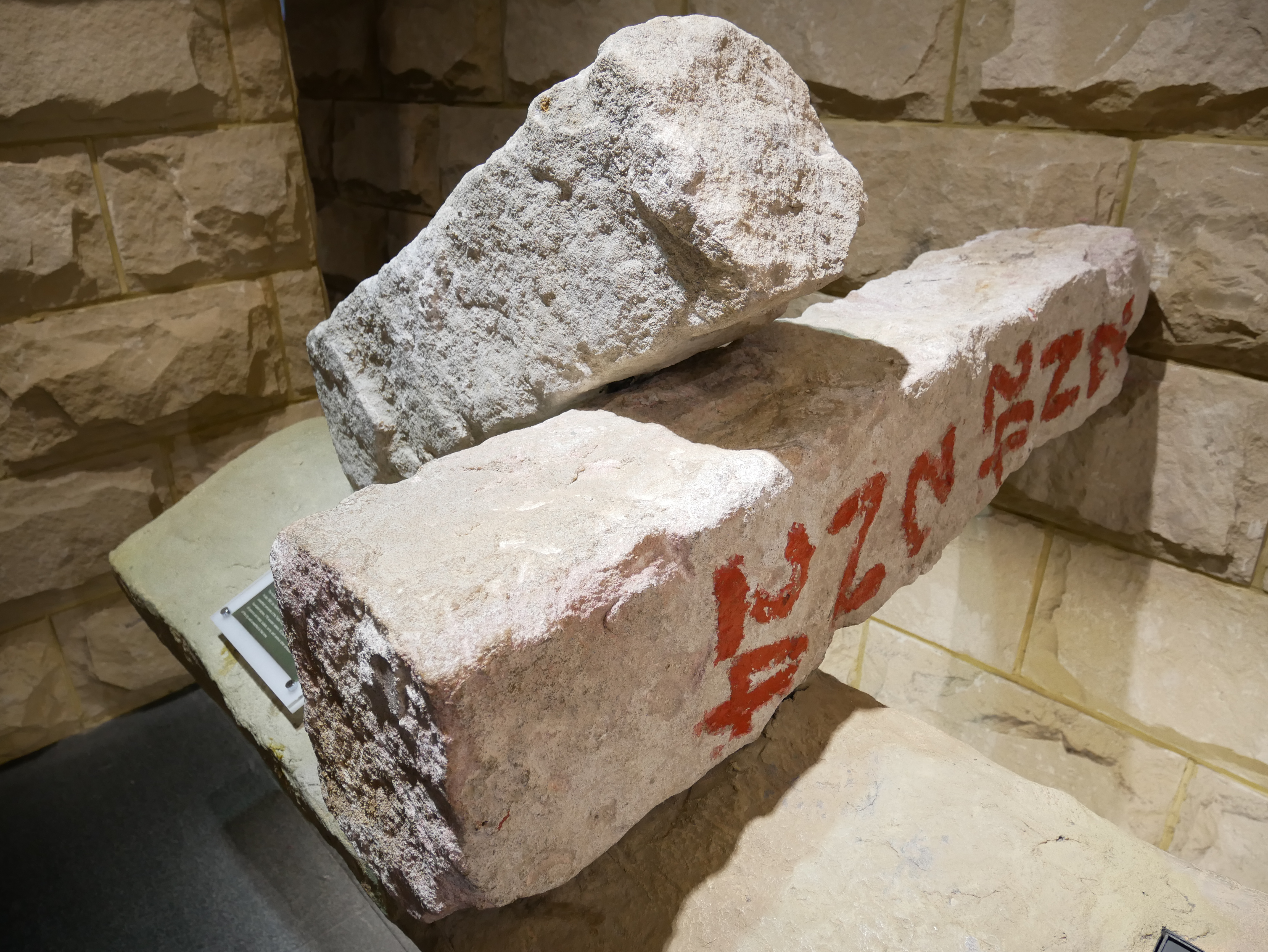
臺北市政府觀光傳播局台北探索館內展示的臺北府城城牆基石

進入臺北城後，臺灣總督府對於原來設計中帶有防備日本性質的臺北城之存在價值，初始也曾有過不同議論。之後於明治30年（1897年）成立的「臺北市區計畫委員會」開始研議拆除舊有城牆，隨即在明治32年（1899年）公告第一次市區改正計畫中，台灣總督府以街地整理與貫通道路為由，將部份城牆連同城內原有清朝時代建築物（如文廟、武廟）等一起予以拆除。
於明治33年（1900年）臺灣歷史首次正式實施的都市計劃之中，臺灣總督府「臺北城內市區計畫」所進行的市區改正不但將所有護城河填平，將城垣至護城壕間的空地規劃為公園，並計畫增設九個城門（北城牆新增北東門、北中門、新北門；東城牆新增新東門、東北門；南城牆新增南東門、南中門；西城牆新增西南門、新西門），而開始小規模拆除妨礙道路貫通的城牆，西門也就是此時開始被拆除。

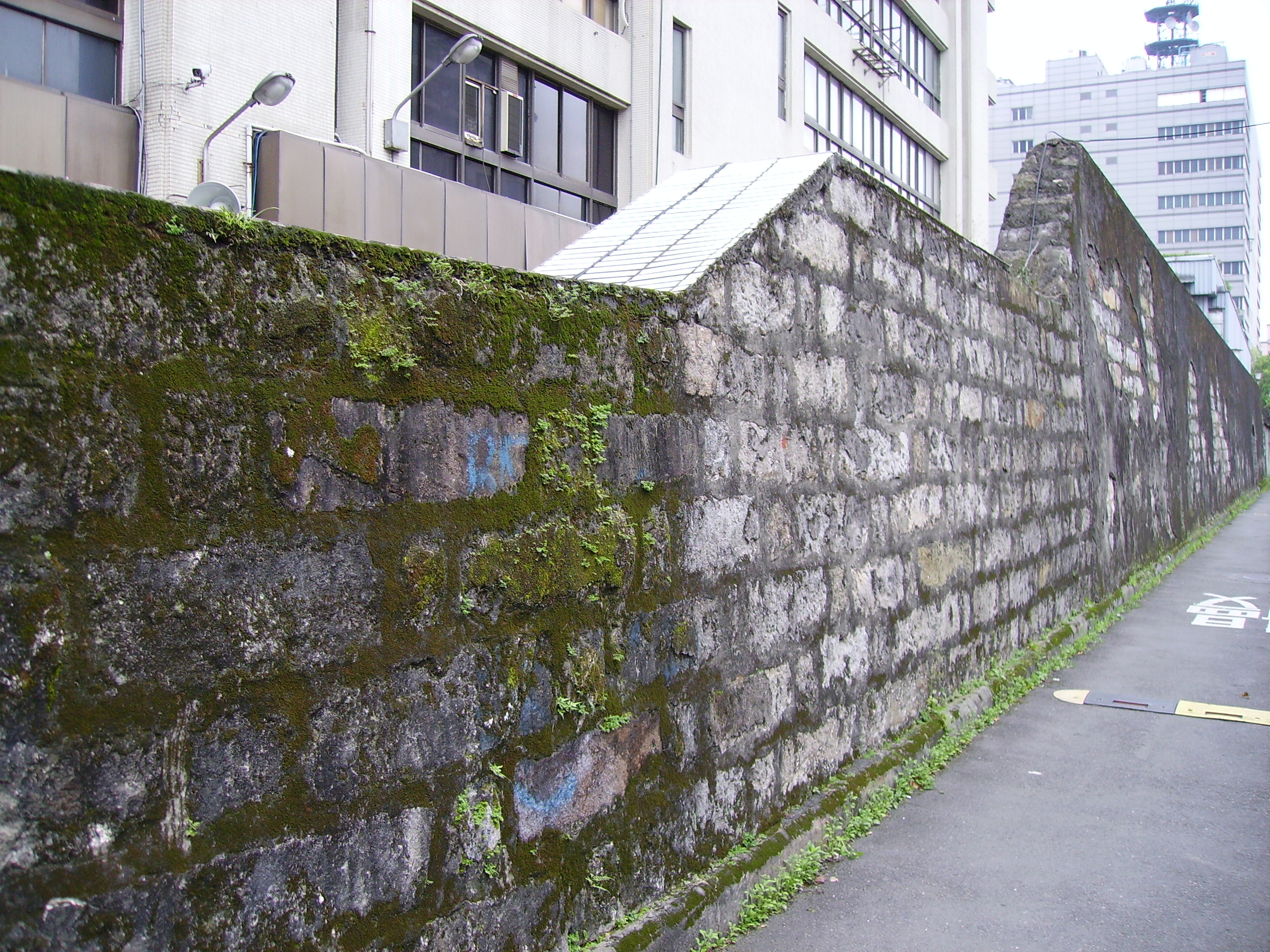
臺北城門拆下後所做的臺北監獄圍牆。

而真正開始大規模地拆除城牆，約在明治34年（1901年）「第二次市區改正計畫」正式公告前後。該計劃重點乃加快原本已在進行中的拆除城牆工事。於該計劃中，臺北城的所有城門本應該全數拆除；不過因為拆除西門後的民間反彈壓力，讓總督府改變原計畫，留下了還沒拆除的北、東、南、及小南門。到了明治37年（1904年）底，除了刻意留存的四座城門之外，臺灣總督府幾乎已將臺北城所有城牆拆除。拆除下的石材則大多運往東門附近，建造臺北刑務所（今日之臺北監獄遺跡）與兵營區（之後曾成為陸軍總司令部所在，今日已改建為中正紀念堂）。此段圍牆現為市定古蹟─臺北監獄圍牆遺蹟，也有一部分成為臺北北警察署（現在的臺北市政府警察局大同分局）南側牆壁之建材、也有一部分作為圍牆（在大同區長安西路336號後方巷子）。
明治42年（1909年），以舊城牆原有範圍與基石為準而興建，寬度四十公尺的臺北環城道路「三線路」正式完工。之所以被稱為三線路，是因為道路仿照歐洲都市規劃範例，於路中設置兩大綠地作為分隔島，將路面區分為「三塊」之故。日本殖民政府在三線路沿線刻意營建的仿西洋式建築景觀秀麗，富異國情調，當時曾有「東方小巴黎」之稱。昭和初年（約1930年代），臺灣引進西洋風俗，開始興起自由戀愛風氣，三線路一帶成為臺北市區內約會散步的好地方。在膾炙人口的民謠《月夜愁》第一段歌詞中便有以下敘述：「月色照在三線路，風吹微微，等待的人那未來」，充分表達出在三線路焦急地等待戀人的心情。而 臺北小調，也對此三線路有所描述：「獨自無精打采，榕樹成排，連月兒影子，對等待的人都顯得纖細如柴。徬徨的心，也繞三線路徘徊。明知是妳不捨，我不放的情愛。」

## 城廓特色
臺北城實際參與建築者──福建巡撫岑毓英、臺北知府陳星聚與臺灣兵備道劉璈皆頗信風水，所以立城處所及其方位乃按地輿傳統。起初規畫者岑毓英他的風水觀認為該正對北極星，所以一開始建造的街道府前街、西門街等街道即官衙設施為東西南北向，此時城牆尚未興建。而後主事的劉璈風水觀屬「巒頭派」認為岑毓英之規畫「後無祖山可憑，一路空虛，相書屬凶」，遂改變城牆建造的方向，使其北依大屯山與七星山峰為靠，但城內完工建設保留，這是臺北城街道與城牆方向不同之原因。
對中國風水獨有見解的德國學者Alfred Schinz對此解讀為：「臺北城基本上以大屯山為背，淡水河為水的風水觀而設計的；因為城廓東北有高山主凶，整座城廓乃向東旋十三度，用以避凶。東、西兩牆延伸線相交於七星山，而城府的中軸，仍不偏不倚的對準玉皇大帝、北極星君。」
除了講究風水，建城處所也相當巧妙的立在泉州三邑人、安溪人為主的艋舺與同安人經營的大稻埕之間。這種考量除了可供聯絡兩地之外亦顧及到向兩方士紳籌募建城款項。也因為這種不偏倚的建城地點，讓包含兩地的當時門閥世族，包含板橋林維源、艋舺白其祥、士林潘成清、大龍峒王廷理、大稻埕陳霞林及王玉華、葉逢春、李清琳、陳鴻儀、潘慶清、王天賜、廖春魁、林夢岩、陳受益等等皆捐輸銀兩相助。雖然中間有一些募款上的小插曲，終究還是順利募得了建城所需的30萬兩白銀。

## 規模大小及特色
該城是臺灣史上唯一全部用優良石條所建的石城，也是唯一的長方形城池，面積僅次臺南府城，更是清代最後一座風水石城。
建城形制如下：
- 城高：一丈五尺
- 城寬（頂部馬道）：一丈二尺
- 南北：約1.3Km
- 東西：約1Km
- 面積：約1.4K㎡
- 周圍：1506丈

- 主要建材：
  - 城牆石材主要來自內湖金面山，打石工作則由該山南側山腰處的北勢湖清代打石場負責。而石材材質則為火成岩的安山岩（少量為唭哩岸石）。
  - 因為城池所在地層較軟，地基亦用一尺長及三尺長的石材墊實。算下來，臺北城共約使用三十餘萬根石材左右。
  - 城門磚瓦：內湖（大直）的北勢湖與枋寮（今中和）庄磚窯場
  - 石灰：大稻埕河溝頭石灰窯，另外使用糯米與糖混合成的黏著物當作石材接著劑。[來源請求]

## 城門
城門共五，分別為北門“承恩門”，南門“麗正門”，小南門“重熙門”，東門“景福門”，西門“寶成門”。
相傳臺北城落成初期，只有四座沒有城樓建築的拱形門洞，之後經由地方士紳捐輸經費協助，才得以興建各城樓。這其中以居住在西門方向之外艋舺地區的三邑人所捐款興建的西門最為華麗。至於小南門，則是後來因應新興崛起的枋橋（今新北市板橋區）聚落，而面對通往其地的路徑方向所設。
臺北府城以北門為主城門，其正式名稱為「承恩門」，乃取其遙望北京方向，承受皇恩之意。該城門外之道路通往士林、北投、淡水方向，建築樣式為臺灣城郭建築中少見的碉堡型建法，且具備城堞與槍孔。城門前本有引自河溝口的護城河，於建城過程之中，建材經由淡水河再接護城河以水運之方式到達施工處所。
承恩門雖在日治時期被拆除了甕城外郭、接官亭等建築物，但仍是臺北城門之中現存最完整者，也是中華民國的國定古蹟。為此臺北市政府還在民國84年（1995年）起特地拆除了通往延平南路方向，可能對北門造成破壞的高架橋匝道。另外日治時期當成「總督官邸」（今臺北賓館）玄關腳踏石的原「巖疆鎖鑰」石碑，也已在民國87年（1998年）回置北門城畔（之前曾放置於臺北公園（新公園））。北門側並立有「接官亭舊址」石碑以為憑弔。
西門亦稱寶成門，城外道路通往艋舺，為臺北城五個城門裡面最華麗的城門。之所以取此名稱，應是該城門所在附近的艋舺三邑籍移民後代，想用雕樑畫棟的城樓代表「寶物成就」的好彩頭，希望藉此維持艋舺商業流通的興旺景象。然而在日本明治33年（1900年）起，日本殖民政府開始在臺北實施市街改正，在計畫拆除臺北城牆的過程中，因為拆除此門後的民意反彈，致使臺灣總督府之後意圖拆除其他四座城門的計劃叫停，也因此，西門成為了臺北城唯一被拆除殆盡的城門。日本昭和10年（1935年），臺灣總督府依《史蹟名勝天然紀念物保存法》將四座城門指定為史蹟加以保存。為紀念此門，於西門圓環處，設有「寶成門舊址」石碑，2014年更以原寶成門為藍圖，設置城門造型藝術品西門印象。
另外，五城門中的大南門（麗正門）可通往景尾（臺北景美）、臺北深坑、臺北石碇，是臺北城最大的城門。也是台北府城的主門。與大南門同樣位於城池南側的小南門（重熙門），是通往 枋橋（臺北板橋）的廊檐式城門。而五門當中居城池東邊，可通往錫口（臺北松山）、基隆方向的東門（景福門）則和北門相似，亦為重視防衛功能的碉堡式城門。這三座城門之上原本皆為臺灣傳統式建築的燕脊紅瓦城樓，然而卻在民國55年（1966年）被當時的臺北市政府以「整頓市容以符合觀光需要」為由，改建成風貌完全不同的仿中國北方樣式綠琉璃瓦頂亭閣式建築。

## 行政區劃
在清代，臺灣各城不屬於任何堡里。日人於乙未戰爭佔領臺灣之後，除臺南城外，將其餘各城一律編定為街庄層級，併入鄰近堡里。此時臺北城隸屬大加蚋堡，為其下轄的「臺北城內」街庄，與鄰近的艋舺、大稻埕等街庄合稱「臺北三市街」。
於日本大正9年（1920年）10月地方制度改正之時，臺北城內改制為大字，屬臺北州臺北市。大正11年（1922年）實施町名改正，臺北市區被劃分為64個「町」，其中文武町、書院町、乃木町、榮町、大和町、京町、本町、表町、明石町，均包含原臺北城內的範圍。
第二次世界大戰之後，於民國35年（1946年）合併上述之町和北門町、樺山町、幸町、東門町、旭町、末廣町、壽町、築地町、濱町等地，一同編為城中區。民國79年（1990年）臺北市行政區劃改訂，原有之城中區與古亭區合併成中正區至今。

## 日治時期臺北城之現代規劃

### 日本現代都市規劃的歐洲經驗
1895年，日本接收臺灣，開始推動臺灣現代化，包括城市規劃與興建西式建築。自此，臺北城慢慢由中國傳統模式，變成中西混合的現代化城市佈局與運作模式，仿照日本本土治中央政府所在的官廳集中區之現代化建設，對今日臺北城面貌影響最深。
1897年，日本政府為在臺北城進行地下水道修建工程，利用現代測量儀器繪製〈臺北 及大稻埕、艋舺略圖〉，精準紀錄臺北城廓與街道樣貌，相較於之前台北只有不精確的中式地圖。1897年至1901年，日本政府拆除部分臺北城城垣，以利於鐵路交通建設，從防禦城變成開放城市，可說是臺北城現代化的開端。在日本本國都市的現代化，由伊藤博文內閣參照歐洲將官廳集中於一區的做法，提出建設屬於日本的官廳集中區，展現日本邁入現代強國的決心。
1868年，日本推行「明治維新」後，更需要借由新行政區，展現新政府的行政效率，以及不同於以往的新氣象。日本政府預想中的的官廳建築群，應當在面積範圍、風格造形或品質標準，都具有當代西方先進國家的水準，甚至能夠進一步成為國際上的新典範。從1875年起，接下來的十餘年，東京的官廳集中區計畫開始執行，地址在日比谷公園附近。他們解散原先的工部省，另立直屬中央的臨時建築局，第一任局長為當時的外相井上馨負責這項計畫。
日本的歐洲都市規劃經驗，相當程度上是學習自現代德國的柏林。1871年，普魯士戰勝法國、統一德意志之後，日本維新政府馬上派出 46 人的使節團考察，包含伊藤博文、及孝明天皇的侍衛之子松崎萬長。松崎萬長繼續留在德國學習建築13年，在1884年回日本後，馬上就任為臨時建築局的技術長，參與東京日比谷的官廳集中計畫，貢獻良多。在當時的工作團隊中，有許多來自德國建築師負責的規劃，可見德國經驗對日本的重要性。
採用林蔭大道可說是最有代表性的影響之一。德國建築事務所引薦德國工程師霍布利希德來東京考察、提供意見，尤其是針對林蔭大道與綠地花園的部分。他在日本停留的一個多月期間，由當時任職內務省衛生局的後藤新平陪同，此次合作經驗使後藤新平收穫不少，並在未來把合作經驗運用在臺北城的規劃上。
當時負責日本官廳集中區設計的德國人伯克曼借用柏林經驗，打破東京城宮城內外的局限，設置「日本大通」（日本大道）與「中央大通」（中央大道）為中軸線，皆由新宮殿向外延伸。日本大道不斷往南後，和右側的「天皇大道」，以及左側的「皇后大道」連接，形成三角形道路系統。在這些道路沿線上，設計了許多功能各異的政府官廳或公共建築，例如警視廳、裁判所、東京府廳、劇場劇院、旅館、餐廳，以及喫茶店。在三角形道路系統周圍，還連接許多大小圓環、以及具幾何造型的綠地花園。此處南端則是中央車站，繼續往下會連接中央大道，經過築地本願寺東邊，直接朝向東京灣。官廳集中區內的建築，雖然各有其獨立樣貌，但為了整體規劃，設計師充分利用軸線、廣場動線與寬敞大街的理性數學幾何與活潑多變的圖型組合，製造宏偉壯觀的效果，成為具有整體性風貌的現代化都市。東京城建設工程開始後，日方與歐洲的交流依舊持續著。1886年10月德國「恩德與伯克曼公司」在日本勘查，日方便很積極地在下個月派遣二十位日本人前往柏林學習。隊伍由英國建築師康德爾，其中三位成員都是出生自東京技術學院的臨時建築局職員，分別是河合浩藏、渡邊讓（及妻木賴黃），其中前兩位又曾協助伯克曼在東京作都市規劃藍圖的素描。以上三人再加上具有皇室背景、長年留學德國的松崎萬長，雖然相當有才華，但無法見容於日本傳統，反倒是在臺灣發揮才能。

### 臺北受德國風氣影響
臺灣雖然在日本殖民初期，前三任總督樺山資紀、桂太郎、乃木希典對臺灣本地的工作集中於軍隊鎮壓與軍事占領，仍漸次著手於臺北城市規劃改造與修建工作，例如規劃官舍區以安頓總督以下各級官吏，以及從日本派遣智囊團來臺。其中包括1896年隨第二任總督桂太郎就任，來臺考察的首相伊藤博文、衛生局長後藤新平等人。考察團中，首相伊藤博文與臺灣總督桂太郎的岳父、外務大臣井上馨是至交好友。伊藤博文與井上馨皆推動效法德國的制度與體系來對抗大英帝國，其中包括模仿德國的城市規劃與城市建築法規。1886年井上馨在東京日比谷官方集中計畫區中便強烈倡導德意志風格。臺灣總督桂太郎本人也留學德國，更曾奉派為駐德公使館武官。歐洲自19世紀以來的都市規劃，強調視覺美感與功能並重，以幾何型態和對稱空間結構為基礎，放入機能性建設，其中包括道路、水道、衛生設備，以及各類型官廳行政機構。對於日本而言，西方的這套都市規劃相當值得學習，歐化之後，更繼續以臺灣各城市，尤其是臺北城，實驗現代化城市建設。就此角度而言，臺北可說是當代日本統治下，最為先進的城市之一。後藤新平以後成為東京市長，可說明這種歷史趨勢。
後藤新平於1890年前往德國留學兩年，極為讚賞俾斯麥的治國政策。後藤新平1889年便主張將國家視為有機體，將國家事務治理廣義定義為衛生治療，衛生問題解決後，國家機能才能運作，也才能健全國體；主政者是醫生，政府官員應以客觀科學、生物學、醫學的方式認識國家病源與問題，用客觀、理性、現代科學的方式治理國家，所以衛生制度與衛生機關的建立和保健制度的確立是健全帝國的必備條件。十九世紀下半葉歐洲新興的強國正像一個生命力旺盛的有機體，試圖使用各類現代化、科學化的方式治理，而強國的城市（例如德國柏林）正快速擴張與科學理性規劃，漸漸由地方城鎮轉變成現代國際性首都。 規劃柏林都市發展的專家霍布利希德曾在1887年受邀至東京考察，當時陪同調查的後藤新平深受影響。日後任職衛生局的後藤新平特別重視各類衛生調查工作，到臺灣的第一項工作，也是先做科學式的調查。後藤新平隨著1896年的考察團來臺，馬上開始調查臺灣全島衛生設施、上下水道設計。隔年調查成員便向總督提議，將臺北市街下水道設計與道路擴建工作合併共同規劃。另外，臺北城的發展也受限於城內街道佈局與城廓上的不協調。在考察團來臺的同一年，臺灣總督府設置民政局臨時土木局（民政部土木局的前身），當時聘用具有土木科專業背景的長尾半平與濱野彌四郎兩人，從1889年起，至接下來的十年共同推動臺北城區的現代化發展。

### 後藤新平「文裝的武備」與臺北都市政策
當臺北在進行大規模改造時，總督府民政長官後藤新平認為，建築即為「文裝的武備」， 換言之，「把城市興建看成是一種軍事武備，是國家強盛的必要裝備，可防備抵抗運動」。在德國留學期間，曾親眼看到柏林如何從地區性城市，變成全德國、全世界等級的國際大都市。因而來到臺灣後，也想要將同樣的規劃概念運用在臺北市，使這座城市擁有相當完善、便利的現代化機能，具有抵抗各種挑戰的抗體。事實上，後藤新平之後在1920年至1923年擔任東京市長期間，也提出大規模的都市改建，很多項目都和當年的臺北城市改造一樣：完善的水道系統、充足的公共設施、開闊便捷的街道、將城市傳統融合現代需求等。雖然東京的改造因為政黨競爭、缺乏中央政府支持等因素而難以順利執行，依然可以看出，他的臺灣經驗反而回過頭來影響東京的發展。

### 日治政府的臺北城現代化規劃
日治時期的臺北城市規劃，相當程度上是參考歐洲大城市的經驗，特別是拆除舊有城牆，擴大城市發展區域的概念。自17世紀以來，像是倫敦、巴黎、維也納、柏林與阿姆斯特丹等城市，先後拆除城牆，進而重新整頓城市。臺北在拆除舊城牆後，決定鋪設四通八達的街道。日治總督府民政局臨時土木局主要仍依循舊規，依照城內傳統布局規畫新道路，例如延長北門街（今衡陽路），特別是向南擴建，成為貫穿南北城區的道路，南段部份則為文武街。至於作為城市中軸線的府前街（今重慶南路一段），如今貫穿整座城市。此外，也鋪設許多東西向道路。使傳統上以軍事防守為出發點的城市，轉變為注重交通需求的現代化城市。至於城內街區，當時的規劃邏輯，是將整個城市依照「街廓」劃分，成內共畫出52個街廓。受限於舊有街道、建築並不成正角對稱，新街廓的外型往往也呈現各種不對稱矩形、不對稱多邊形。以街廓為單位，新城市也發展出與清代沿著街路兩側發展的線性模式截然不同的樣貌。
此外，在建築材料上，臺北官廳集中區也有其獨特之處：許多建築大量運用紅磚。由松崎萬長與渡邊萬壽設計，在1908年完成的臺北鐵道飯店，是當時最有代表性的案例之一。
雖然規模不比歐洲現代化城市，但在日本人接收臺北時，該城已經是個頗具現代化的城市，而且擁有相當明確的官廳集中區，內含財政、經濟、軍事、商務、郵政、電信、電報等重要功能。從臺灣歷史來看，臺北可說是近現代化過程中的一個新嘗試。當時許多日本人也相當想要實驗現代化的官廳集中區，在臺北這塊殖民地上，較為年輕的建築師或官員，可以更不受傳統阻礙，在既有基礎上，更進一步施行現代化。從1900年公布的〈臺北城內市區計畫〉可知，初期計畫僅限於城內地區，明顯是想利用清代的「官署集中區」，大肆開發遺留房舍或空地，作為未來新政治核心區域。在不久後，繼續發展成更完整的「臺北城官廳集中區」。日本人同時也將現代的都市規劃法引入臺灣，最早的法令之一即為，1900年11月制定的律令三十號「市區計画における建築制限に関する規定」（《關於市區計畫及建築限制之規定》）。隔年，日本頒布新的都市規劃法，在前年的基礎上擴大規劃，將範圍擴及舊城區以外，讓拆除城牆顯得有其必要性。

### 第三回市區計畫：中式棋盤結構注入西式巴洛克幾何佈局
1905年時，日本總督府公佈第三個版本的臺北市現代化計畫。比起先前版本，新版本的範圍不侷限在臺北城中心，而是擴及到其周圍的艋舺、大稻埕，以及東門、南門及三板橋（南門以南及南門東南地區）一帶，規模顯然大上許多。主要負責人依舊是後藤新平的愛將長尾半平。根據當年的〈臺北區改正圖〉可知，新計畫在傳統的棋盤式方格佈局上，增加了許多歐洲自巴洛克時期、啟蒙運動以來的幾何造型與空間概念。例如城牆拆除後的空間，原先討論規畫成公園廣場，最後還是決定規劃三線道的林蔭大道，成為日後大臺北市的重要交通幹道。當時公佈的計畫中，已經可以看出「臺北新公園」（今日228公園）的規劃，它與官廳集中區的關係密切，被納入整體計畫，成為重要都市新景觀的一部分。
臺北城牆拆除時，位於轉角處的角樓地方，放置放射狀圓環，主要幹道由此向外延伸，成為各區塊的重要連結點。除了交通功能，也刻意利用這些圓形交叉點，塑造特殊城市景觀，配合林蔭大道，使之成為城內新地標。東北邊的圓環成為今日忠孝東路與中山南、北路的交叉點；東南角圓環處則配合三角形岔路往東南方，也就是今日愛國東路與羅斯福路一段兩馬路所形成的交會點。在更往外的地方，運用更多三角形道路、不等邊四邊形、錐狀道路系統，連接臺北城與城外東南地帶、新店溪旁的區域，規劃上相當靈活多元。至於今日的羅斯福路、南海路、金華街、林森南路等，也是當年為了強化交通的五線道路。北門圓環是由五條放射狀道路圍繞，原本城牆所在區域變成今日忠孝西路與中華路一段，當年就是美麗的林蔭大道。西半部的規劃，同樣大量運用三角形、不等邊四邊形、斜向道路等手法，強化舊有的道路系統。此時的新道路之寬度共有兩項標標準，一為72.8公尺，另一為145.6公尺。 

### 規劃興建臺北香榭里大道：〈參道〉敕使道路
臺灣劍潭神社於1900年完工，臺灣總督府則是在1919年興建。在當時的規劃中，刻意規劃一條世界級規格、橫亙臺北城的南北向重要道路（今日中山北路）以連接兩處，其在1936年完工。當時採用「地帶超過收用法」處理兩旁景觀。該法意味著，「除了原有道路用地外，也徵收道路兩側連帶的區塊，如此一來，可同時將周邊不完整的土地同時納入城市規劃中，或者再規劃入公共建設預定地中，作了規劃以後的區塊，以高價賣掉，收購者需依照規劃加蓋，因此，整塊區塊與建築都有了統一整齊的面貌」。
整體而言，新版本的城市規畫，其道路系統更注重往東西向延伸，南北巷道路為輔助。這種規畫概念其實也有生物學上的原理，考量到臺北城多吹東風，東西向道路可減少灰塵累積，也能有充足陽光，可說是相當符合日本政府提倡的衛生概念。
臺北古蹟與東京古蹟命運不相同，改造臺北城市的過程中，不可否認的，日本殖民政府確實比較沒有善待城內古蹟。以東京為例，明治政府在首相伊藤博文的帶領下，與德國建築師恩德與伯克曼合作主持「日比谷官廳集中計畫」。計畫中盡可能保留江戶城的原貌，特別是の字形向右渦旋旋轉組成的城廓，包括本丸、二丸、三丸、西丸和北丸，除了天災之外，必須加以完整保存，更不可拆建，妥善保存後成為今日「皇宮居留地」。
不過在臺灣，不僅有強力公權力介入景觀重建，甚至利用1911年的風災後重建工程，大肆拆除清代建築與木造平房，實施「京町改築」都市計畫與公共衛生建設。大幅改造的結果，使臺北城與歷史、傳統有了相當大的脫離。日後日本施行的都市相關法規，依舊缺乏保護古蹟、歷史建築的思維。在此環境下保留的舊城門：東門（照正門）、大南門（麗正門）、小南門（重熙門）、北門（承恩門），算是少數特別案例。以後藤新平為領導，以長尾半平為主管，以野村一郎為輔佐的年輕都市規劃群，將城門設計成圓環功能，並和巴洛克造形結合一起，使臺北城的樣貌加入了現代性特質。

## 建城120週年

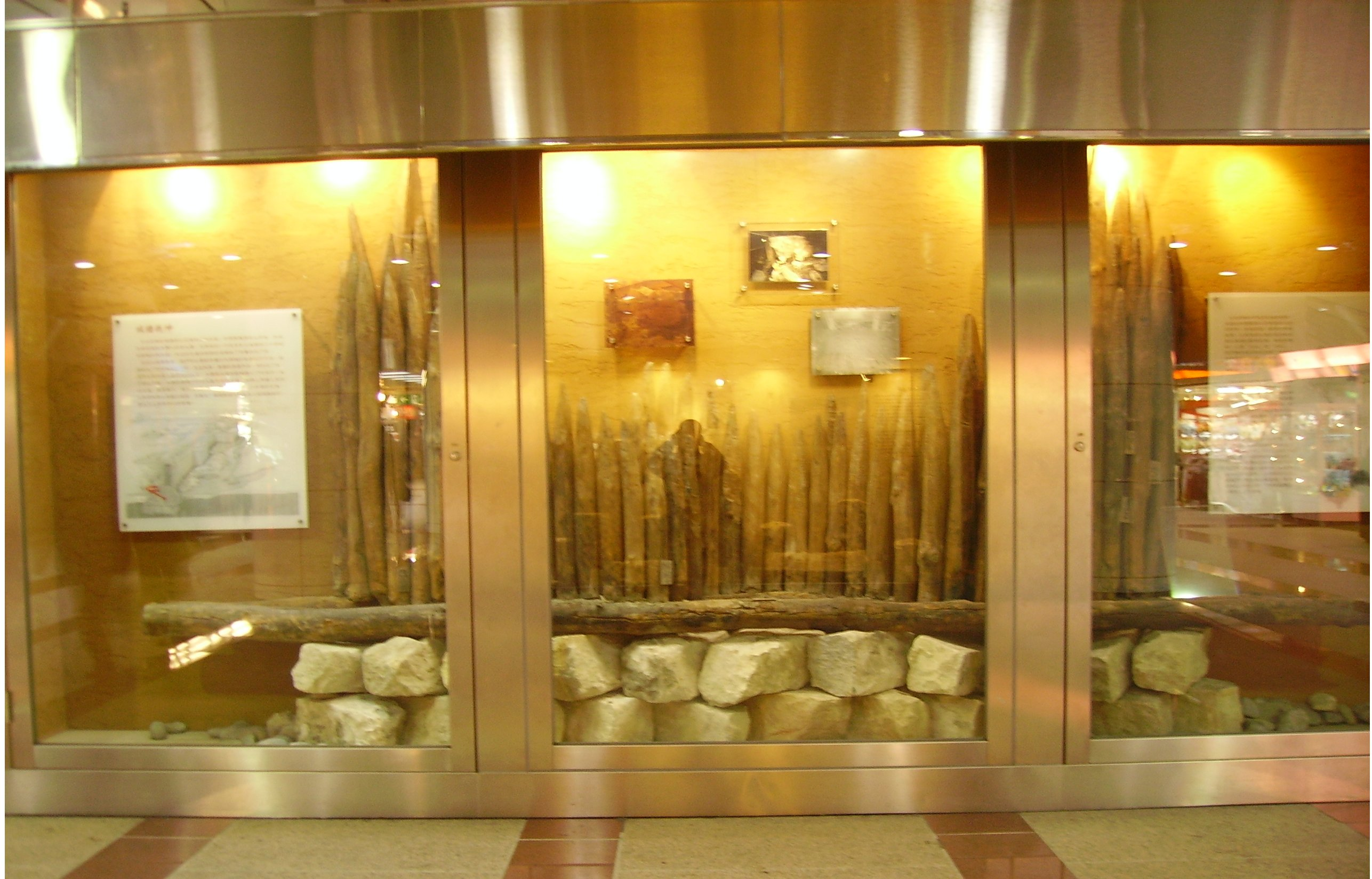
1993年捷運工程施工時，意外挖出的臺北府城舊石材

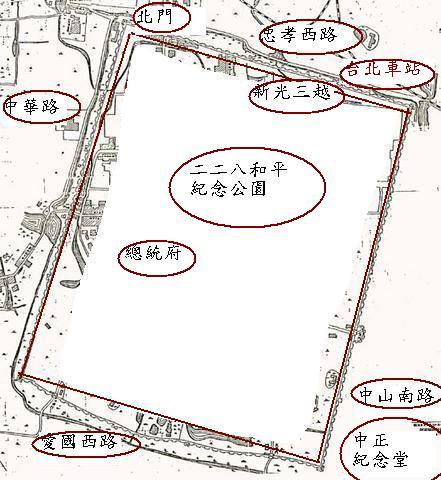
臺北城古今對照略圖

民國82年（1993年），臺北捷運板南線施工時，意外的在忠孝西路地下，發現一千多根約1×1×3米的臺北城基石遺構。石材遺跡挖掘出來之後，臺北市政府特別在挖掘出石材遺跡的站前地下街興建面積約百坪的臺北府城古蹟特區，並使用此石材於中山區遼寧公園建成石牆供參觀旅客緬懷。另外在民國93年（2004年），臺北市以建城120週年為主題，興起一陣探索古城的熱潮。
2017年，萬大線人行道側溝工程挖到日治時期以拆下的清代台北城城牆石材移至前公賣局後方建成的排水溝遺址，開挖部分並無涉及捷運站體施工，文化局將協助捷運局原地保留回填處理，挖到的遺跡也考慮以捷運北門站現有的文物展示方式處理。
大略來說，以臺北四面古城牆路線興建的日治時期四條三線路，是最容易探索臺北城的最佳指標。中山南路（東城牆）、愛國西路（南城牆）、中華路（西城牆）、忠孝西路（北城牆）所圍繞成的長方形，即為臺北城的舊址。而這區域現今仍為重要的政經中樞，城內包含了眾多日本統治時期的建築，如總統府、司法院、臺灣銀行總行、二二八和平紀念公園、國立臺灣博物館、土地銀行、臺北郵局、中山堂等等。城外附近亦有行政院、立法院、監察院、中正紀念堂、公賣局等重要建築。

## 城內重要建築
- 臺灣總督府
- 臺北府城北門
- 臺北府城東門
- 臺北府城西門
- 臺北府城南門
- 臺北府城小南門
- 臺灣巡撫衙門：日人入臺北之前庫房遭亂民搗毀，日人進城後使用一段時間後拆毀，今不存。
- 福建臺灣承宣布政使司衙門：日治時期拆除，今不存。
- 欽差行臺：部分建築存於臺北植物園內。
- 臺北府署：府前兩頭石獅今存於二二八紀念公園內，建築無存。
- 淡水縣署：前有放生池，今不存。
- 協臺衙門（參將衙門）：今不存。
- 軍裝局：今不存。
- 考棚行署：今不存。
- 臺灣通志總局：今不存。
- 孔子廟（文廟）及臺北府學：原建物無存。1927年鹿港辜家、陳悅記家族等仕紳獻地，重建臺北孔廟於大龍峒。
- 關帝廟（武廟）：原建物無存。1964年黃玄空倡建行天宮，認為自己繼承武廟餘緒。
- 登瀛書院：今不存。
- 明道書院：今不存。
- 西學堂：今不存。
- 番學堂：今不存。
- 府城隍廟（附縣城隍）：原建物無存。民眾迎請府城隍，在松山重建了台北府城隍廟；戰後另有民眾在原址建臺灣省城隍廟。
- 大天后宮：原建物無存。三芝曾石岳、黃見龍等仕紳由總督府迎請天后神像，建造小基隆媽祖廟。另外艋舺新興宮遷徙到西門町，改稱臺北天后宮，認為自己繼承大天后宮餘緒。
- 開漳聖王廟：今不存。
- 節孝祠：今不存。
- 急公好義坊：存於二二八公園內。
- 黃氏貞節牌坊：存於二二八公園內。
- 洪騰雲宅：今不存。
- 陳氏宗祠：遷出城內，原建物今不存。
- 林氏宗祠：遷出城內，原建物今不存。

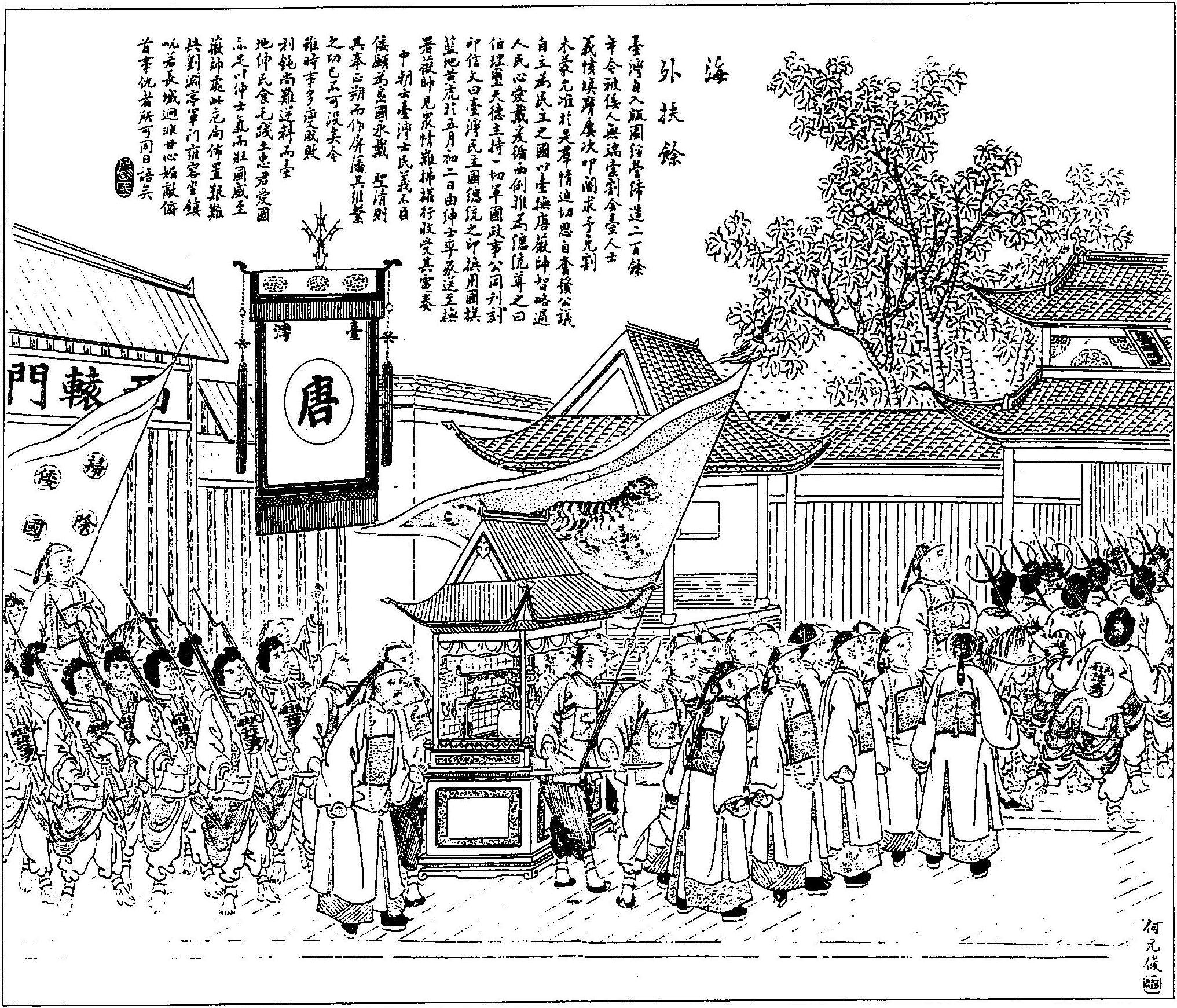
點石齋畫報刊印臺灣民主國成立的遊行送印場景於臺灣巡撫衙門[47]。
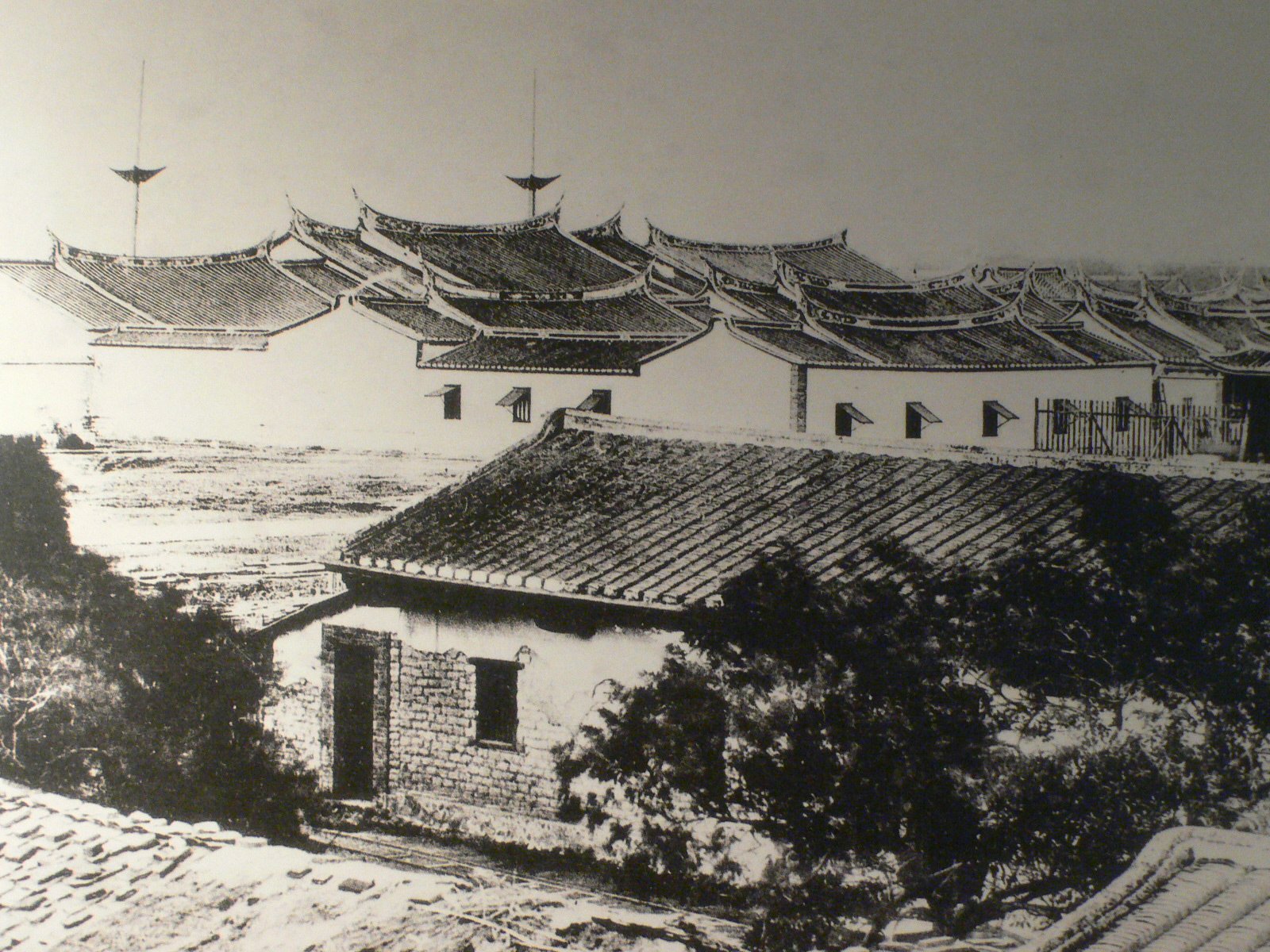
欽差行台
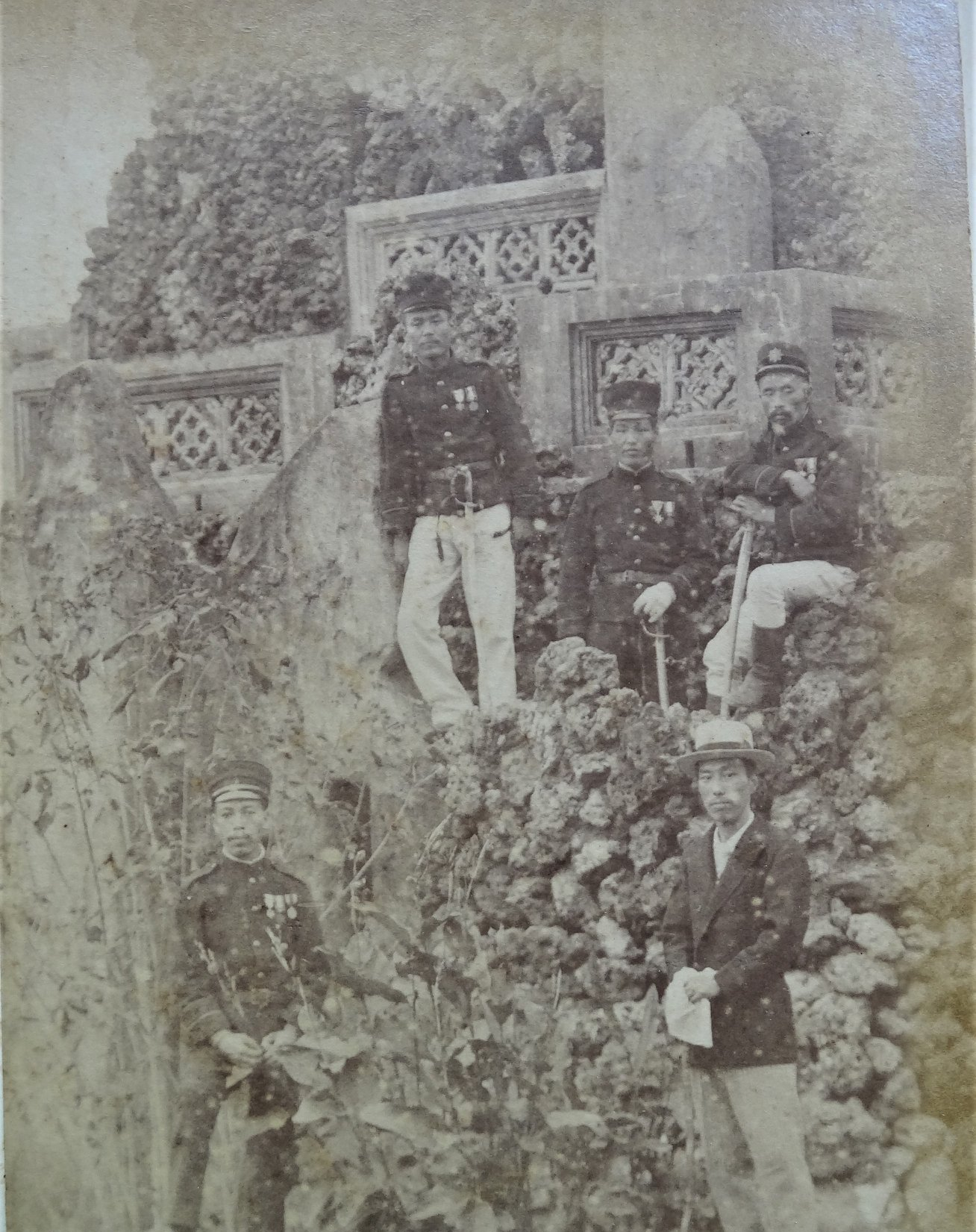
臺灣巡撫布政使衙門庭園
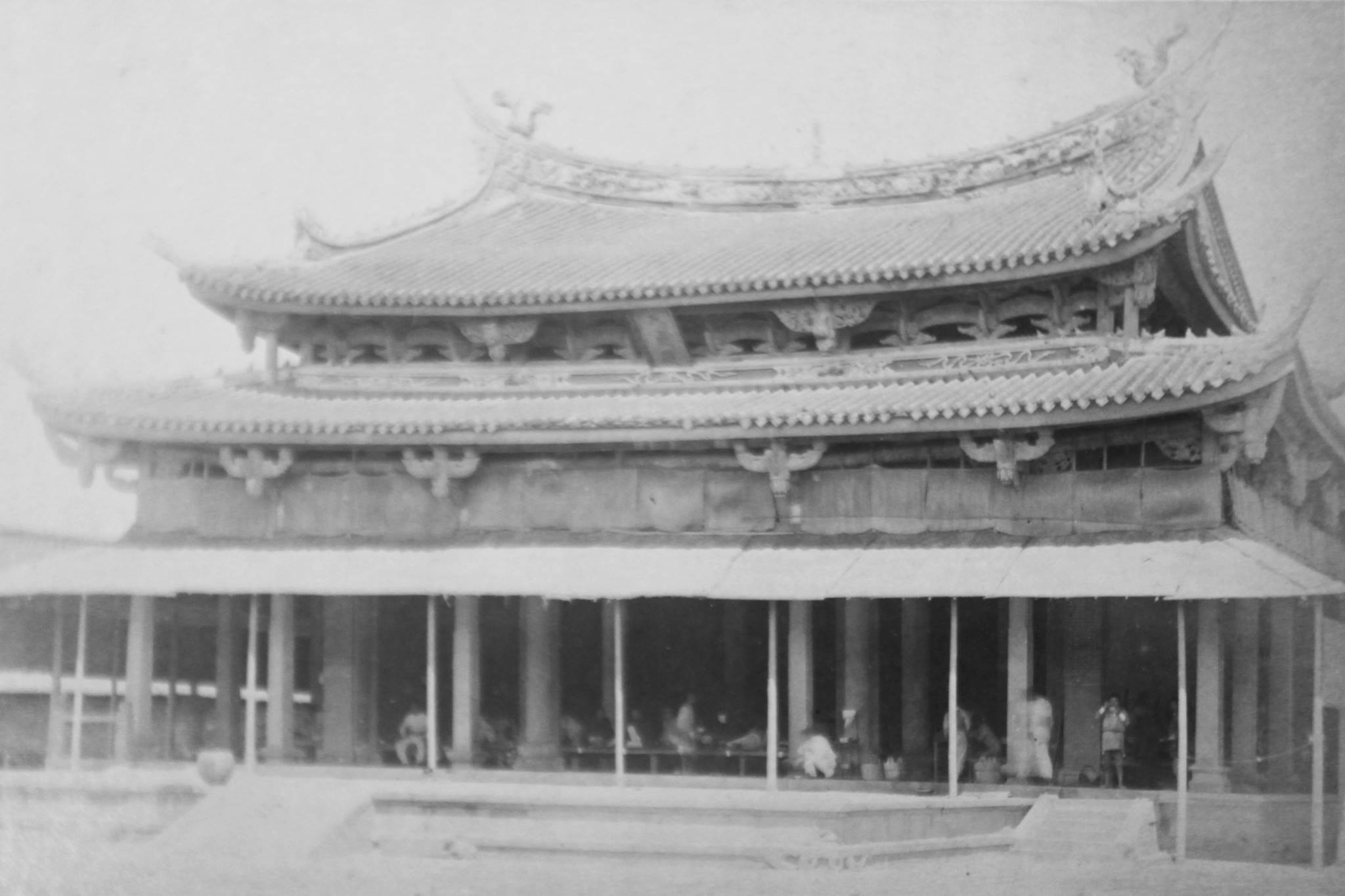
文廟
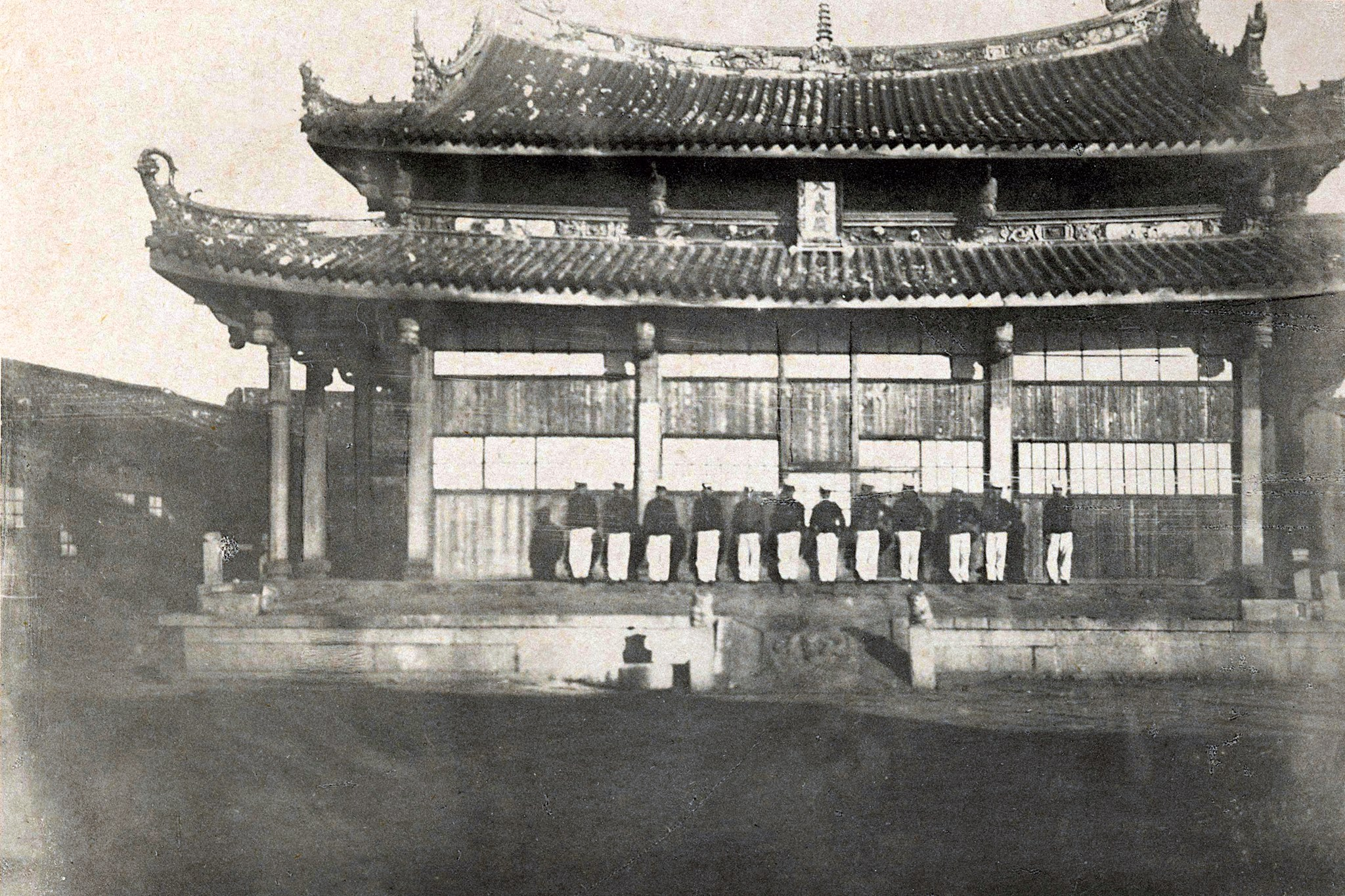
文廟
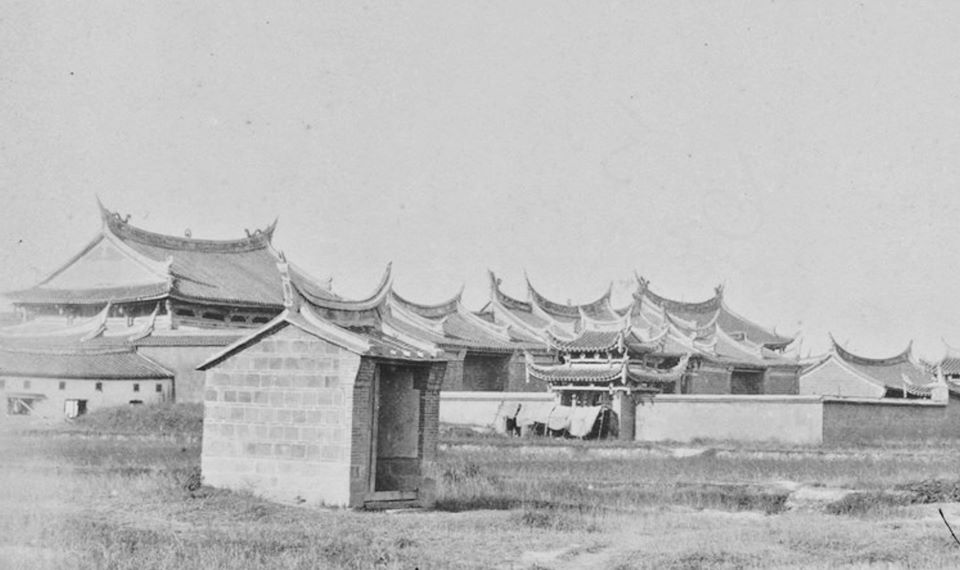
武廟
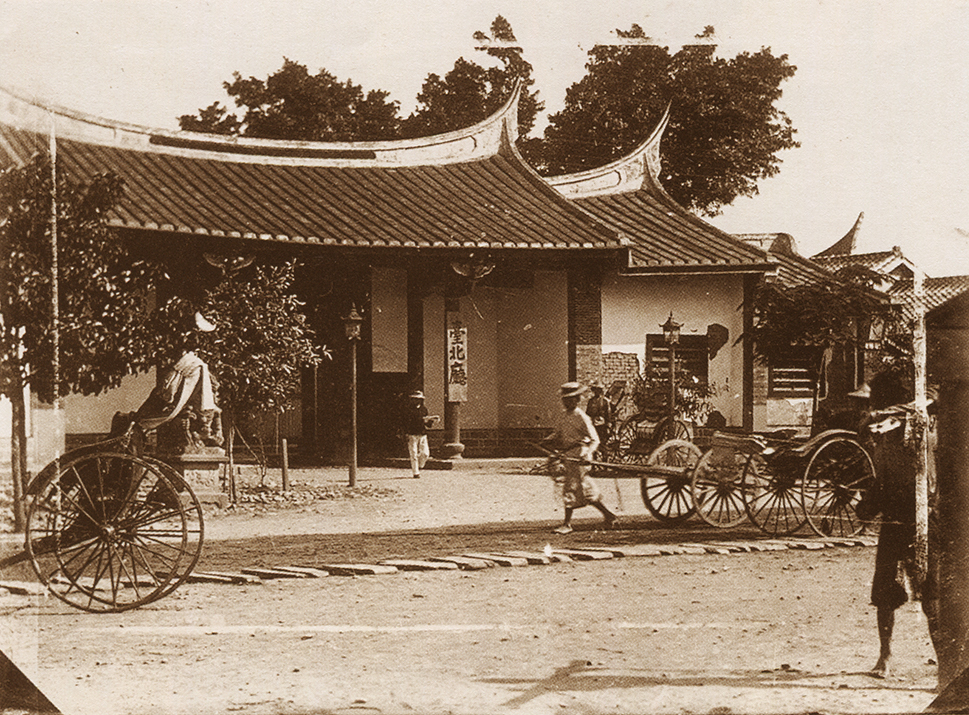
臺北府署

## 相關條目

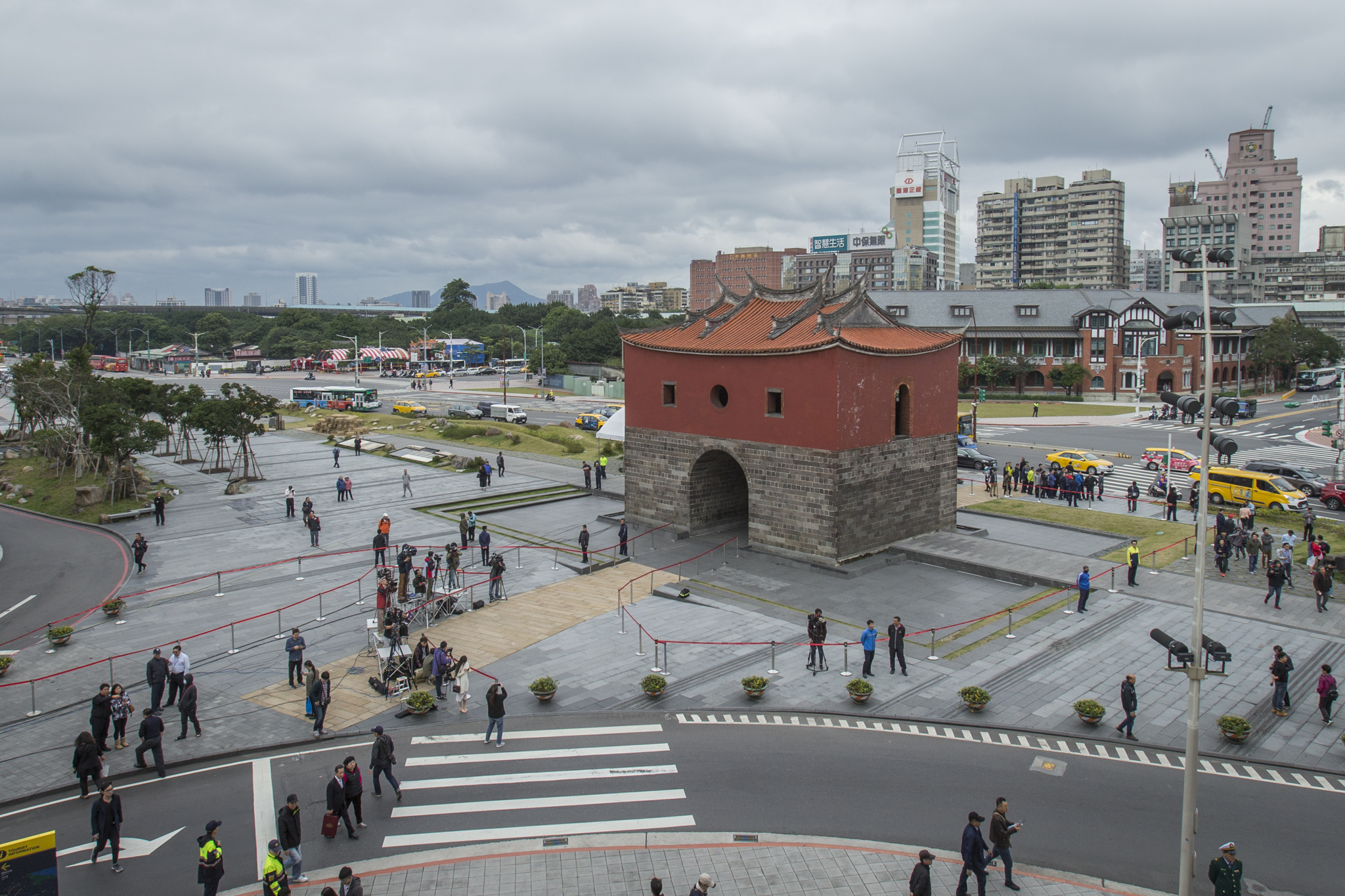
承恩門
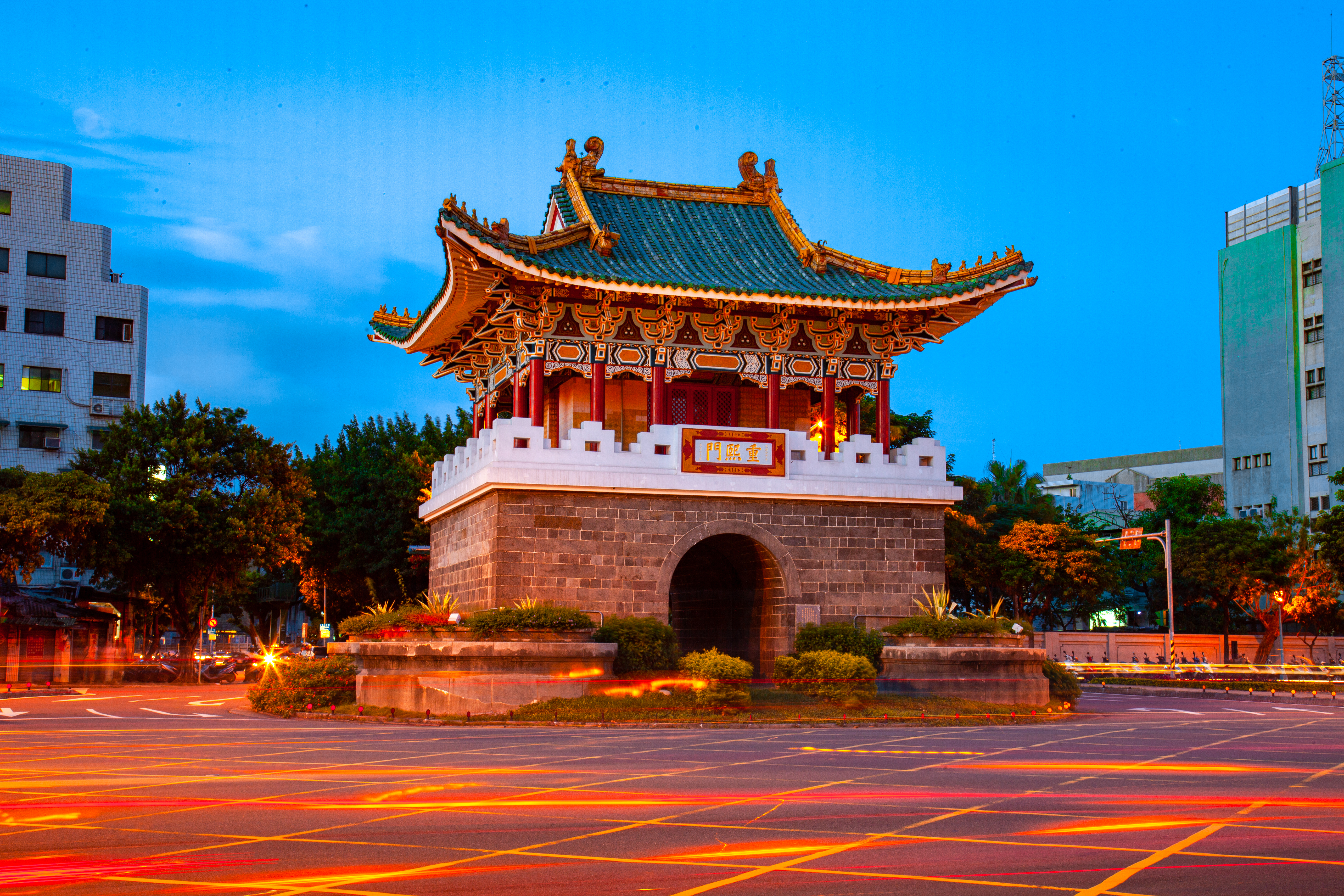
重熙門
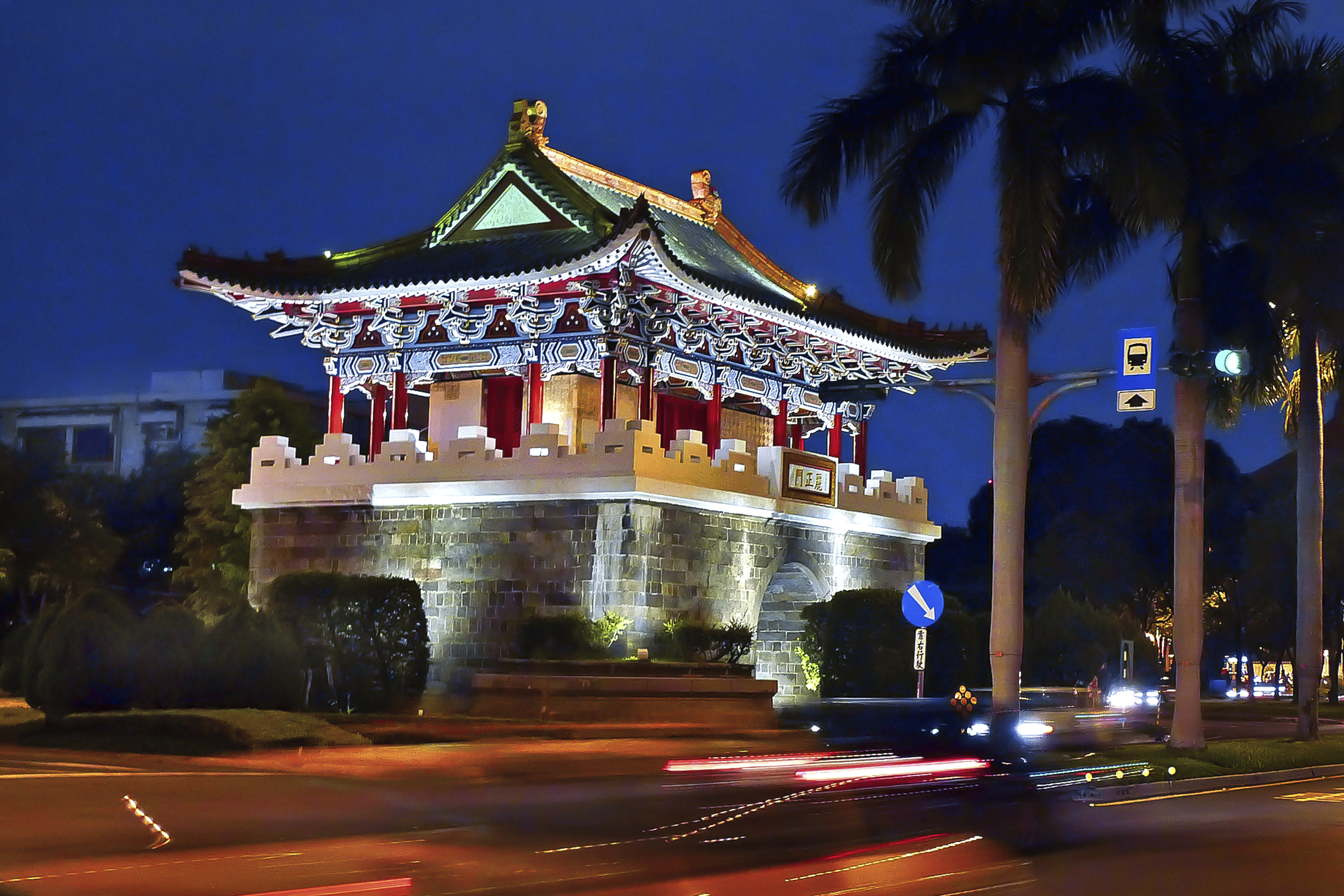
麗正門
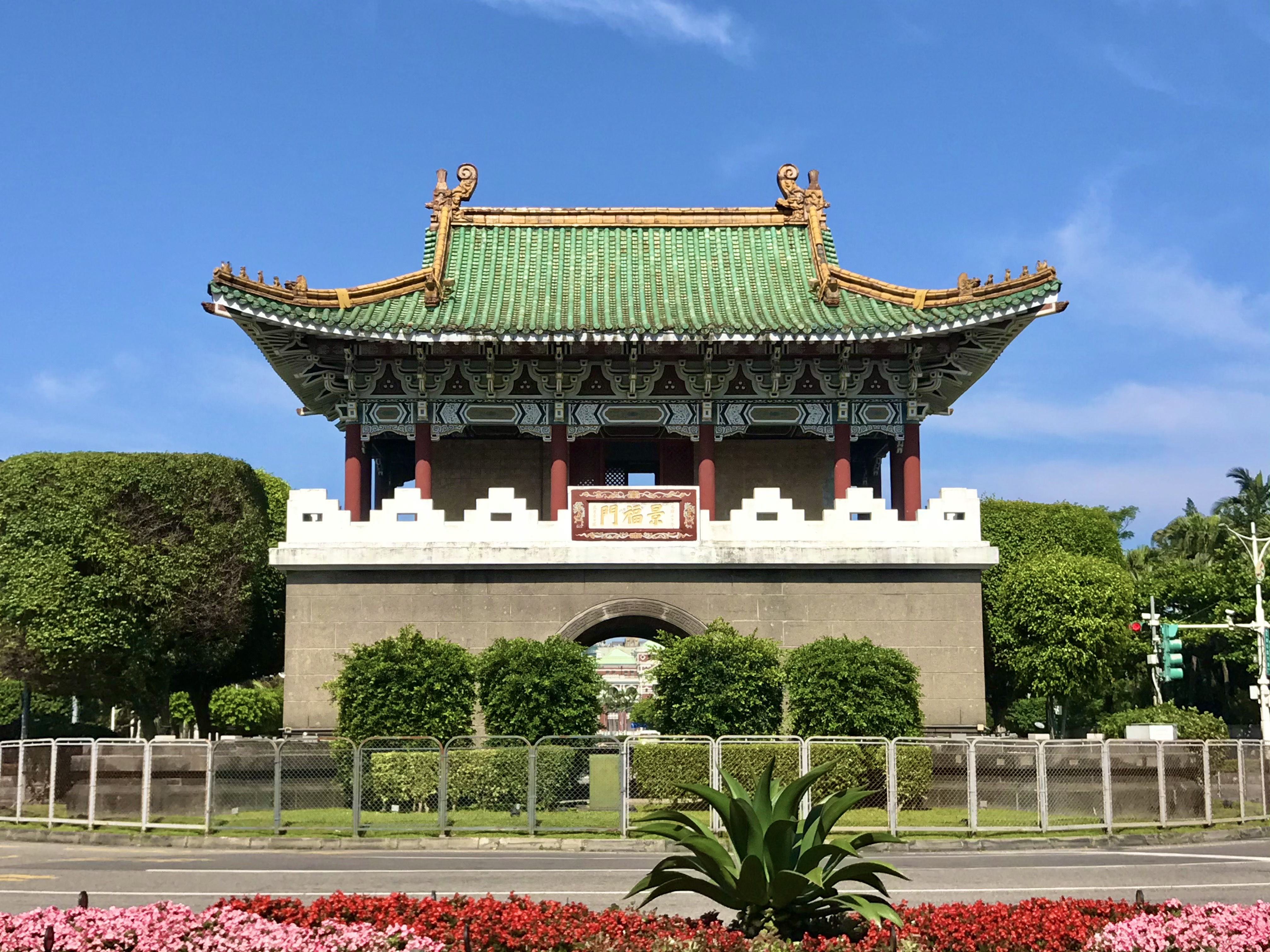
景福門
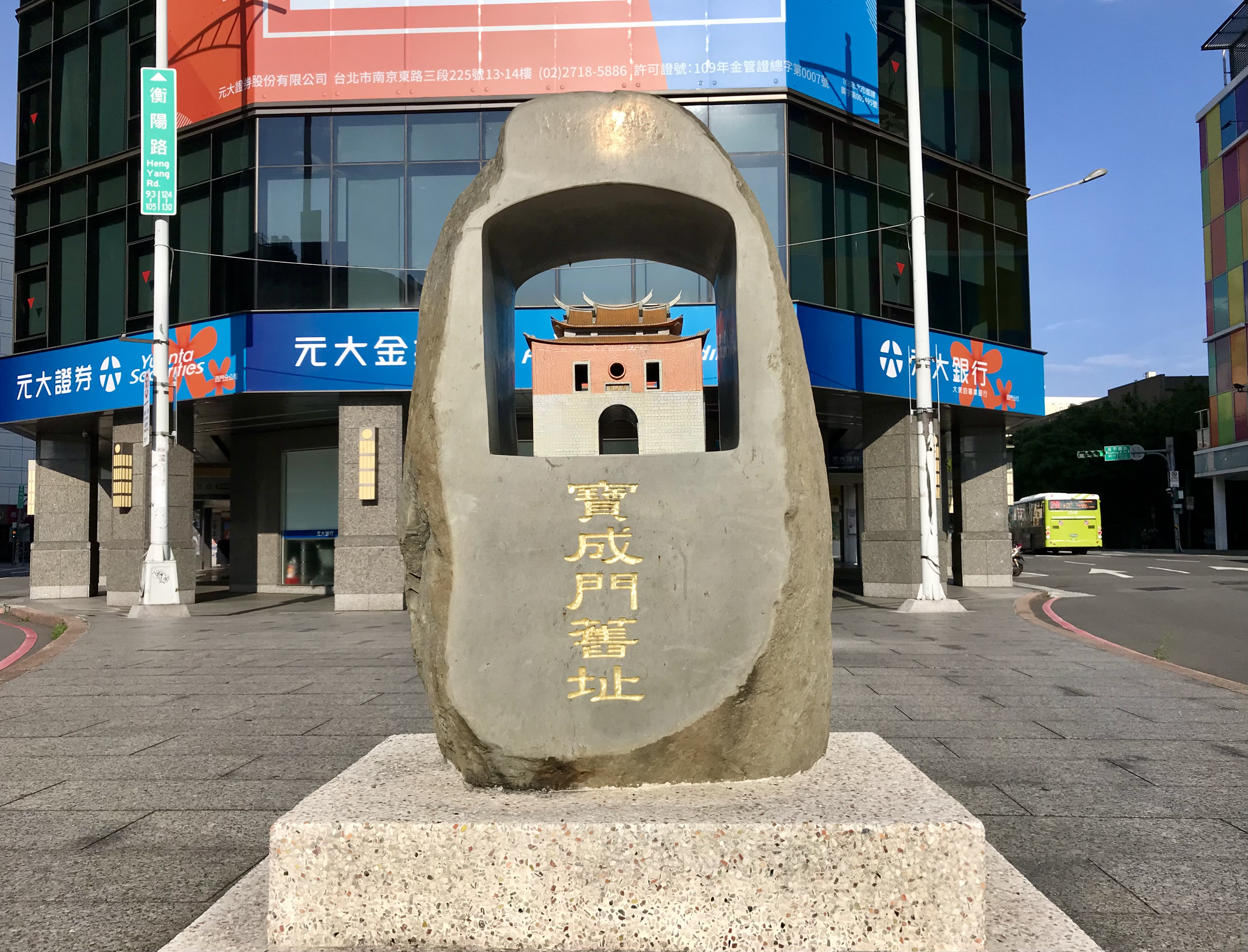
寶成門舊址

### 引用
1. ↑  〈泉州古城〉，2019，泉州市鯉城區人民政府
2. ↑  《重纂福建通志》，卷十七城池，陳壽祺
3. 1 2 3  彭喜豪. . 《臺北文獻（直字）》. 2005-03-25, (151): 305–344.
4. 1 2 3  謝貴文. . 高雄市文化局、晨星. 2020-07. ISBN 978-986-5416-55-3.
5. ↑  駱芬美. . 時報文化. 2014-01-17: 109,112  [2019-04-24]. ISBN 9789571358864. （原始内容存档于2022-06-16） （中文（臺灣））.
6. ↑  . www.tonyhuang39.com.   [2018-12-11]. （原始内容存档于2018-12-10）.
7. ↑  尹章義，〈臺北設府築城一百二十年祭 ─ 臺北城的風水〉，《歷史月刊》（臺北：聯經出版社事業股份有限公司，2004年04月，頁31-42），第195期，頁36-37。張省卿，《德式都市規劃經日本殖民政府對臺北城官廳及中區之影響》（臺北：輔仁大學出版社，2008），頁16。
8. ↑  Michiko Meid, Europäische und Nordamerikanische Architektur in Japan (Köln: 11. Veröffentlichung der Abteilung Architektur des Kunsthistorischen Instituts, 1977), p.217. 藤森照信，《日本の近代建築（上） － 幕末、明治篇》（東京：岩波書店，2005年第13刷），頁 235-241。張省卿，《德式都市規劃經日本殖民政府對臺北城官廳及中區之影響》（臺北：輔仁大學出版社，2008），頁42-43。
9. ↑  黃富三，《臺北建城百年史》（臺北：臺北市文獻委員會，1995年），頁31。James W. Davidson 著，蔡啟恆譯，《臺灣的過去與現在》(The Island of Formosa：Past and Present)（臺北：臺灣研究叢刊第 107種，1903年），頁177。朱昌峻，〈劉銘傳與臺灣近代化〉，《臺北文獻》（臺北：臺北市文獻委員會，1963年12月30日），頁9。伊能嘉矩，《臺灣巡撫劉銘傳》（臺北：新高堂，1905年），頁90。張省卿，《德式都市規劃經日本殖民政府對臺北城官廳及中區之影響》（臺北：輔仁大學出版社，2008年），頁42。
10. ↑  張省卿，《德式都市規劃經日本殖民政府對臺北城官廳及中區之影響》（臺北：輔仁大學出版社，2008），頁13-14，18-19。
11. ↑  Michiko Meid, Der Einführungsprozeß der europäischen Architektur in Japan seit 1542 (Köln: Ph.D. Dissertation, Abt. Architektur des Kunsthistorischen Instituts der Universität Köln, 1977), pp.208-209. 田中重光，《近代、中国の都市と建築》（東京：相模書局，2005年），頁341-342。藤森照信，《日本の近代建築（上） － 幕末、明治篇》（東京：岩波書店，2005年第13刷），頁235-236。張省卿，《德式都市規劃經日本殖民政府對臺北城官廳及中區之影響》（臺北：輔仁大學出版社，2008年），頁94-99。
12. ↑  Reise-Mittheilungen über Japan. Nach einem Vortrage des Hrn. Baurath Dr. Hobrecht im Architekten-Verein zu Berlin, in: Deutsche Bauzeitung 21 (Berlin: Deutsche Bauzeitung, 1887), pp.574-575. Klaus Strohmeyer, James Hobrecht (1825 - 1902) und die Modernisierung der Stadt (Potsdam:Verlag für Berlin - Brandenburg GmbH, 2000), pp.144-145. David B. Stewart, The Making of a Modern Japanese Architecture - 1868 to the Present (Tokyo and New York: Kodansha International, 1987) , p. 39. 田中重光，《近代、中国の都市と建築》（東京：相模書局，2005年），頁 307。張省卿，《德式都市規劃經日本殖民政府對臺北城官廳及中區之影響》（臺北：輔仁大學出版社，2008），頁167。
13. ↑  張省卿，《德式都市規劃經日本殖民政府對臺北城官廳及中區之影響》（臺北：輔仁大學出版社，2008），頁135-137。
14. ↑  桐敷真次郎，《明治の建築》（東京：株式會社本の友社，2001年），頁102。張省卿，《德式都市規劃經日本殖民政府對臺北城官廳及中區之影響》（臺北：輔仁大學出版社，2008），頁213。
15. ↑   村松貞次郎，《日本建築家山脈》（東京：鹿島出版會，2005年），頁31。藤森照信，《明治の東京計画》（東京：岩波書店，1982年），頁267-268。Michiko Meid, Der Einführungsprozeß der europäischen Architektur in Japan seit 1542 (Köln: Ph.D. Dissertation, Abt. Architektur des Kunsthistorischen Instituts der Universität Köln, 1977), p.208. Kensuke Morii a. Iwashita Hideo, “Honkai sôritsusha Matsugasaki Tsumunaga shi no Koto’’ (Notizen über das Gründungsmitglied der Gesellschaft der Architekten Tsumunaga Matsugasaki), in: NKG rombun hôkoku - shû. Extrablatt, (Tokyo, 1966), p.725. 張省卿，《德式都市規劃經日本殖民政府對臺北城官廳及中區之影響》（臺北：輔仁大學出版社，2008年），頁246-247。
16. ↑  張省卿，《德式都市規劃經日本殖民政府對臺北城官廳及中區之影響》（臺北：輔仁大學出版社，2008年），頁19-20。
17. ↑  張省卿，《德式都市規劃經日本殖民政府對臺北城官廳及中區之影響》（臺北：輔仁大學出版社，2008年），頁21。
18. ↑  Wilfried Koch, Baustilkunde - Das Standardwerk zur europäischen Baukunst von der Antike bis zur Gegenwart (Gütersloh / München: Wissen Media Verlag GmbH, 2006), p. 404.
19. ↑  越沢明，〈臺灣‧滿州‧中国の都市計画〉，大江志乃夫等編集，《岩波講座：近代日本と植民化(3)》（東京：岩波書店，1993年，頁183-241），頁186-187。張省卿，《德式都市規劃經日本殖民政府對臺北城官廳及中區之影響》（臺北：輔仁大學出版社，2008年），頁83-85。
20. ↑  鶴見祐輔，《〈決定版〉正伝後藤新平(1)医者時代前史~ 1893年》（東京：藤原書店，2004年），頁486-503。北岡伸一著，魏建雄譯，《後藤新平傳─外交與卓見》（臺北市：臺灣商務印書館股份有限公司，2005年），頁17-19。張省卿，《德式都市規劃經日本殖民政府對臺北城官廳及中區之影響》（臺北：輔仁大學出版社，2008年），頁22-23。
21. ↑  張省卿，《德式都市規劃經日本殖民政府對臺北城官廳及中區之影響》（臺北：輔仁大學出版社，2008年），頁23。
22. ↑  張省卿，《德式都市規劃經日本殖民政府對臺北城官廳及中區之影響》（臺北：輔仁大學出版社，2008年），頁23-24。
23. ↑  張省卿，《德式都市規劃經日本殖民政府對臺北城官廳及中區之影響》（臺北：輔仁大學出版社，2008年），頁25-26。田中重光，《近代、中国の都市と建築》（東京：相模書局，2005年），頁297。黃武達，《日治時代(1895-1945)臺灣近代都市計畫之研究、論文集(3)》（臺北縣板橋市：臺灣都市史研究室，2003年），頁3-13。臺北市役所編，《臺北市下水道調查書》（臺北，臺北市役所，1942年），頁 8-9。
24. ↑  張省卿，《德式都市規劃經日本殖民政府對臺北城官廳及中區之影響》（臺北：輔仁大學出版社，2008年），頁70。
25. ↑  張省卿，《德式都市規劃經日本殖民政府對臺北城官廳及中區之影響》（臺北：輔仁大學出版社，2008年），頁70-72。
26. ↑  Michael Hess, Stadtarchitektur - Fallbeispiele von der Antike bis zur Gegenwart (Köln: Deubner Verlag für Kunst, Theorie & Praxis Gmbh & Co. KG , 2003), p.834. Carsten Jonas, Die Stadt und ihr Grundriss - Zu Form und Geschichte der deutschen Stadt nach Entfestigung und Eisenbahnanschluss (Tübingen / Berlin: Ernst Wasmuth Verlag, 2006 ) , pp.32-33. Paul Wietzorek, Das Historische Berlin (Pertersberg: Michael Imhof Verlag GmbH & Co. KG , 2006), p.17. Leonardo Benevolo, Die Geschichte der Stadt ( Frankfurt, New York: Campus Verlag GmbH, 2000 ) , p.946. Harald Bodenschatz, eds. Renaissance der Mitte - Zentrumsumbau in London and Berlin (Berlin: Verlagshaus Braun, 2005), pp.19-21, 170-173. Wilffried Koch, Baustilkunde - Das Standardwerk zur europäischen Baukunst von der Antike bis zur Gegenwart (Gütersloh / München: Bertelsmann Lexikon Verlag, 2006), pp.414-416. Leonardo Benevolo, Die Geschichte der Stadt ( Frankfurt, New York: Campus Verlag GmbH, 2000 ), pp.702-713, 716-717, 732-744, 746-749, p,730,871. Michael Hess, Stadtarchitektur - Fallbeispiele von der Antike bis zur Gegenwart ( Köln: Deubner Verlag für Kunst, Theorie & Praxis Gmbh & Co. KG, 2003), p.59-61, 79-80. 張省卿，《德式都市規劃經日本殖民政府對臺北城官廳及中區之影響》（臺北：輔仁大學出版社，2008年），頁29。
27. ↑  黃武達，《日治時代(1895-1945)臺灣近代都市計畫之研究、論文集(3)》（臺北縣板橋市：臺灣都市史研究室，2003年），頁3-27。
28. ↑  張省卿，《德式都市規劃經日本殖民政府對臺北城官廳及中區之影響》（臺北：輔仁大學出版社，2008年），頁36-41。
29. ↑  張省卿，《德式都市規劃經日本殖民政府對臺北城官廳及中區之影響》（臺北：輔仁大學出版社，2008年），頁239。
30. ↑  戚嘉林，《臺灣史（下冊）》（臺北縣中和市：戚嘉林發行，1895年），頁125-143。張省卿，《德式都市規劃經日本殖民政府對臺北城官廳及中區之影響》（臺北：輔仁大學出版社，2008年），頁43-52。
31. ↑  明治33年(1900)08月23日，臺北縣告示第64號：臺北縣報第188號。黃武達，《日治時代(1895-1945)臺灣近代都市計畫之研究、論文集(3)》（臺北縣板橋市：臺灣都市史研究室，2003年），頁3-27。張省卿，《德式都市規劃經日本殖民政府對臺北城官廳及中區之影響》（臺北：輔仁大學出版社，2008年），頁37-39。
32. ↑  田中重光，《近代、中国の都市と建築》（東京：相模書局，2005年），頁300。
33. ↑  張省卿，《德式都市規劃經日本殖民政府對臺北城官廳及中區之影響》（臺北：輔仁大學出版社，2008年），頁34-41。
34. ↑  臺北市土木課編，《臺北市土木要覽》（臺北：臺北市土木課，1943年），明治38年10月07日，臺北廳告示第200號，廳報第425號，頁19-24。戴國煇，《台湾と台湾人：アイデンテイテイを求めて》（東京：研文出版社，1979年），頁142。
35. ↑  田中重光，《近代、中国の都市と建築》（東京：相模書局，2005年），頁304。田中重光，〈台北の近代化過程における都市計画の影響に関する研究〉，《第三一回日本都市計画学会学術研究論文集》，（東京：日本都市計画学会，1999年），頁253-258。張省卿，《德式都市規劃經日本殖民政府對臺北城官廳及中區之影響》（臺北：輔仁大學出版社，2008），頁54-57。
36. ↑  張省卿，《德式都市規劃經日本殖民政府對臺北城官廳及中區之影響》（臺北：輔仁大學出版社，2008年），頁225。
37. ↑  田中重光，《近代、中国の都市と建築》（東京：相模書局，2005年），頁303。張省卿，《德式都市規劃經日本殖民政府對臺北城官廳及中區之影響》（臺北：輔仁大學出版社，2008年），頁54-61。
38. ↑  野村一郎，〈台北の市区改正に就いて〉，《建築雜誌》（東京：日本建築学会出版），第378 號，頁29-32。田中重光，《近代、中国の都市と建築》（東京：相模書局，2005年），頁305。張省卿，《德式都市規劃經日本殖民政府對臺北城官廳及中區之影響》（臺北：輔仁大學出版社，2008年），頁61。
39. ↑  張省卿，〈臺灣總督府 ( 1912-1919 )：中央級與地方級官署建築探討〉，《輔仁大學歷史學報》（臺北縣新莊市：輔仁大學歷史學系，2006年11月，頁285-353），第17期，頁290。
40. ↑  黃昭堂，黃英哲譯，《臺灣總督府》（臺北：前衛出版社，2002年），頁78。
41. ↑  張省卿，《德式都市規劃經日本殖民政府對臺北城官廳及中區之影響》（臺北：輔仁大學出版社，2008年），頁69。
42. ↑  野村一郎，〈台北の市区改正に就いて〉，《建築雜誌》（東京：日本建築学会出版），第378號，頁29-32。田中重光，《近代、中国の都市と建築》（東京：相模書局，2005年），頁305。信夫清三郎，《後藤新平─科學の政治家生涯》（東京：博文館，1941年），頁131。張省卿，《德式都市規劃經日本殖民政府對臺北城官廳及中區之影響》（臺北：輔仁大學出版社，2008年），頁60-61。
43. ↑  黃武達，《追尋都市史之足跡─臺北「近代都市」之構成》（臺北：臺北市文獻委員會，2000年），頁8-1至頁8-3；魏德文主編，高傳棋編著，《穿越時空看臺北：臺北建城一百二十周年：古地圖舊影像文獻文物展》（臺北：臺北市政府文化局，2004年09月），頁33。張省卿，《德式都市規劃經日本殖民政府對臺北城官廳及中區之影響》（臺北：輔仁大學出版社，2008年），頁81-82。
44. ↑  張省卿，《德式都市規劃經日本殖民政府對臺北城官廳及中區之影響》（臺北：輔仁大學出版社，2008年），頁82。
45. ↑  張凱翔. . 自由時報. 2017-06-06  [2019-03-28]. （原始内容存档于2017-07-16）.
46. ↑  何世昌、張凱翔. . 自由時報. 2017-06-06  [2019-03-28]. （原始内容存档于2017-07-09）.
47. ↑  admin. . 台灣回憶探險團. 2016-05-24  [2020-08-06]. （原始内容存档于2020-09-11） （中文（臺灣））.

### 書目
- 黃昭堂著，《台灣總督府》，2003年。臺北市：鴻儒堂出版社。
- 張省卿著，《德式都市規劃經日本殖民政府對台北城官廳及中區之影響》，2008年，臺北：輔仁大學出版社。
- 張省卿，〈台灣總督府廳舍（1912-1919）﹕中央級與地方級官署建築之探 討〉，《輔仁歷史學報》，第17期，台北：輔仁大學歷史學系，2006年11月，頁285-353。Nov. 2006, Chang, Sheng-Ching. 「Administrative buildings of the Taiwan governor's office, 1912-1919: a study of central and local administrative architecture」, 「Fu Jen Historical Journal」, no. 17, Taipei, Department of History of Fu Jen University, pp. 285-353.
- 張省卿，〈以日治官廳台灣總督府（1912-1919）中軸布置論東西建築交流〉，《輔仁歷史學 報》，第19期，台北：輔仁大學歷史學系，2007年7月，頁163-220。July 2007, Chang, Sheng-Ching. „Exchange between Eastern and Western architecture from the perspective of the central axis alignment with the example of the administrative buildings of Taiwan’s governor’s office「, 「Fu Jen Historical Journal」, no.19; Taipei, Department and Graduate Institute of History of Fu Jen University, pp. 163-220.
- 莊展鵬、王明雪等編，《臺北古城深度旅遊》，2000。臺北市：遠流。
- 莊永明著，《臺北老街》，1991年。臺北市：時報出版社。
- 緒方武歲著，《臺灣大年表》，1943年，臺灣文化出版社。
- 又吉盛清著，《臺灣今昔之旅》，1997年，臺北市：前衛出版社。
- 武內貞義著，《臺灣》，1929，臺灣刊行會。
- 日本近現代史辭典編注委員會，《日本近現代史辭典》，1990，東洋經濟新報社。
- 日人市區改正計劃

## 外部連結
- 臺北府城—東門、南門、小南門、北門—文化部文化資產局 （页面存档备份，存于）